# Étoile (football)
Pour les articles homonymes, voir Étoile (homonymie).
L'étoile est un des symboles pouvant orner certains maillots de football et utilisés pour préciser le palmarès des équipes concernées.
Il n'existe pas de règle internationale pour le port des étoiles au niveau des nations ou des clubs. L'exemple du club brésilien du São Paulo FC illustre cette absence de règle avec ses deux étoiles jaunes symbolisant non pas des titres ou trophées remportés mais les médailles d'or olympique d'Adhemar da Silva, natif de Sao Paulo et victorieux en triple saut en 1952 et 1956.
L'unique règle standardisant le port d'étoile est établie par la FIFA qui autorise les vainqueurs de la Coupe du monde à apposer une étoile par titre mondial.

## Équipes nationales

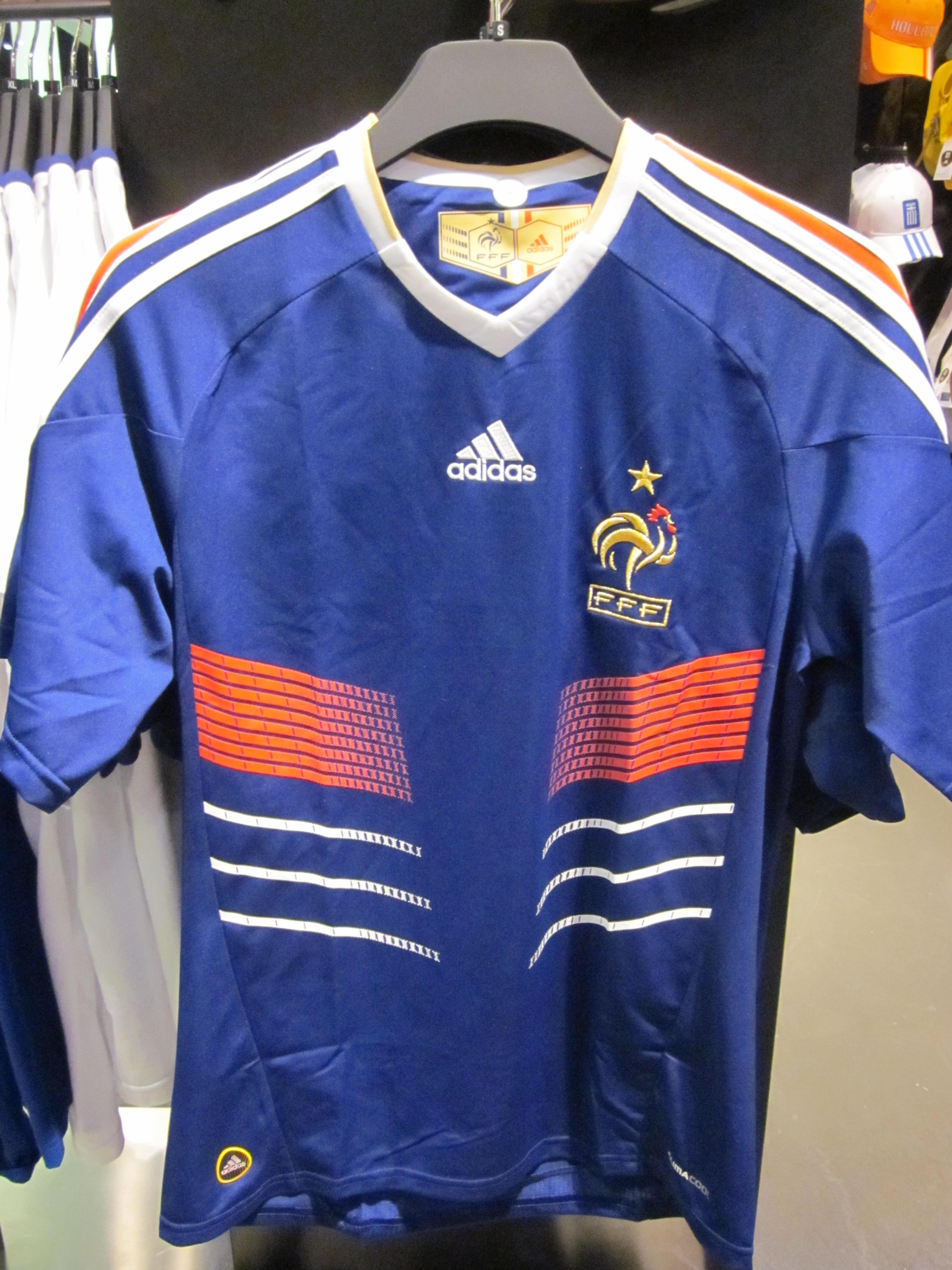
Maillot de l'équipe de France pour la Coupe du monde de 2010.

Le champion du monde a une étoile par titre remporté. Ces étoiles font leur apparition sur le maillot du Brésil en 1970. L'Italie adopte les étoiles à la suite de sa troisième victoire finale en Coupe du monde en 1982. L'Allemagne fait figurer les étoiles sur son maillot à la fin des années 1990. La France fait marquer son maillot d'une étoile après sa victoire en 1998. Les autres anciens champions du monde adoptent ce système au début des années 2000 (Angleterre, Argentine, Uruguay). L'Espagne championne du monde en en 2010, présente sa première étoile sur un maillot spécialement porté pour la remise de la coupe le soir de la finale le 11 juillet 2010. Les joueurs ont en effet échangé à l'issue de la rencontre leur maillot bleu porté pendant celle ci contre un maillot rouge à étoile. Pareillement pour la France, après sa seconde victoire en 2018, on voit apparaitre une seconde étoile sur le maillot revêtu par certains joueurs lors de la remise de la coupe. Le maillot de l'équipe d'Uruguay est un cas particulier. Il arbore quatre étoiles : deux pour les titres de champion du monde de 1930 et 1950 et deux pour les titres olympiques de 1924 et 1928. La raison est que les tournois olympiques de 1924 et 1928, coorganisés par la FIFA, étaient considérés comme des championnats du monde officieux, juste avant la création de la Coupe du monde. De son côté, la Belgique, championne olympique en 1920 (titre également reconnu par la FIFA), n'arbore pas d'étoile sur son maillot car le tournoi de 1920 n'avait pas la même envergure que les deux éditions suivantes.
L'Égypte, le Cameroun, le Ghana, la Tunisie, la Côte d'Ivoire et l'Algérie ont mis des étoiles pour symboliser leurs victoires en Coupe d'Afrique des nations. La Tunisie n'ayant pas d'étoile sur le maillot, l'étoile apparait uniquement sur certains maillots vendus dans le commerce.
Le maillot de l'équipe du Danemark a été orné d'une étoile d'argent pour rappeler la victoire lors de l'Euro 1992. À ce jour, le Danemark est la seule sélection à avoir adopté ce symbole pour un titre de champion d'Europe.
Le maillot du Japon arbore aussi quatre étoiles. L'équipe du Japon ne les a portées qu'une seule fois, après la victoire en 2011. Un maillot de l'Équipe de Singapour de football a tirage limité (aux 100 premiers acheteurs) a aussi affiché quatre étoiles à la suite de la victoire dans l'AFF Suzuki Cup 2012.
| Équipe nationale | Titre(s) représenté(s)          | Nombre d'Étoile(s) | Notes |
| ---------------- | ------------------------------- | ------------------ | --- |
| Brésil           | Coupe du monde                  | 5                  | 1958, 1962, 1970, 1994, 2002 (Étoile Mondial) |
| Italie           | Coupe du monde                  | 4                  | 1934, 1938, 1982, 2006 (Étoile Mondial) |
| Allemagne        | Coupe du monde                  | 4                  | 1954, 1974, 1990, 2014 (Étoile Mondial) |
| Uruguay          | Coupe du monde, Jeux olympiques | 4 (2+2)            | 1930, 1950, JO 1924, JO 1928 (Étoile Mondial) et (Médaille olympique)                                                                                |
| Argentine        | Coupe du monde                  | 3                  | 1978, 1986, 2022 (Étoile Mondial) |
| France           | Coupe du monde                  | 2                  | 1998, 2018 (Étoile Mondial) |
| Angleterre       | Coupe du monde                  | 1                  | 1966 (Étoile Mondial) |
| Espagne          | Coupe du monde                  | 1                  | 2010 (Étoile Mondial) |
| Égypte           | Coupe d'Afrique des nations     | 7                  | En matchs organisés par la CAF (Étoile Continental)                                                                                                  |
| Cameroun         | Coupe d'Afrique des nations     | 5                  | En matchs organisés par la CAF (Étoile Continental)                                                                                                  |
| Ghana            | Coupe d'Afrique des nations     | 4                  | En matchs organisés par la CAF (Étoile Continental)                                                                                                  |
| Algérie          | Coupe d'Afrique des nations     | 2                  | En matchs organisés par la CAF (Étoile Continental)                                                                                                  |
| Côte d'Ivoire    | Coupe d'Afrique des nations     | 3                  | En matchs organisés par la CAF (Étoile Continental)                                                                                                  |
| RD Congo         | Coupe d'Afrique des nations     | 2                  | En matchs organisés par la CAF (Étoile Continental)                                                                                                  |
| Afrique du Sud   | Coupe d'Afrique des nations     | 1                  | En matchs organisés par la CAF (Étoile Continental)                                                                                                  |
| Congo            | Coupe d'Afrique des nations     | 1                  | En matchs organisés par la CAF (Étoile Continental)                                                                                                  |
| Éthiopie         | Coupe d'Afrique des nations     | 1                  | En matchs organisés par la CAF (Étoile Continental)                                                                                                  |
| Maroc            | Coupe d'Afrique des nations     | 1                  | En matchs organisés par la CAF (Étoile Continental)                                                                                                  |
| Soudan           | Coupe d'Afrique des nations     | 1                  | En matchs organisés par la CAF (Étoile Continental)                                                                                                  |
| Tunisie          | Coupe d'Afrique des nations     | 1                  | En matchs organisés par la CAF (Étoile Continental)                                                                                                  |
| Danemark         | Championnat d'Europe            | 1                  | 1992, étoile en argent (Étoile Continental d’Argent)                                                                                                 |
| Japon            | Coupe d'Asie des nations        | 4                  | 1992, 2000, 2004, 2011, étoiles portées sur le maillot de la victoire japonaise après la finale de la Coupe d'Asie des nations (Étoile Continental)  |
| Singapour        | Championnat d'Asie du Sud-Est   | 4                  | 1998, 2004, 2007, 2012, étoiles portées pour la victoire en AFF Suzuki Cup en 2012 et limitée aux 100 premiers maillots vendus. (Étoile Continental) |

## Clubs
En Europe, la symbolique de la représentation d'une étoile pour dix titres nationaux est la plus répandue, bien que n'étant qu'une convention. Le club italien de la Juventus est le premier club de football à avoir arboré une étoile pour symboliser un nombre de titres, après son dixième championnat remporté, en 1958. D'autres fédérations s'en sont inspirées pour représenter un nombre de cinq ou dix titres, tel que la Suède ou les Pays-Bas avec une étoile pour dix titres, le Danemark ou la Turquie avec une étoile pour cinq titres.
L'utilisation d'étoile se justifie parfois dans une optique de rivalité entre clubs et la représentation de palmarès international contre national. En Écosse, les Rangers ont cinq étoiles qui représentent 50 titres de champions; le Celtic pourrait lui aussi en mettre cinq pour leur cinquante titres mais préfère arborer une unique étoile en référence à leur victoire en C1 1967, trophée européen que les Rangers n'ont pas remporté. En Serbie, les rivaux de Belgrade, le Partizan et l'Étoile rouge, arborent respectivement 2 et 3 étoiles pour 27 et 31 titres de champion national.
Une troisième méthode est également utilisée avec une étoile par trophée. Ce système est particulièrement présent hors Europe et offre un éventail de représentation très large : de la symbolique de trophées internationaux et nationaux, avec notamment l'ancien logo du club argentin de Boca Juniors et sa cinquantaine d'étoiles, jusqu'à des titres de deuxième division comme le SE Gama ou de troisième division comme le Avaí FC au Brésil. En Europe, des clubs britanniques adoptent aussi ce système, tout comme le FC Nantes jusqu'en mai 2019.

### UEFA (Europe)

#### Albanie
Les clubs albanais ont pour convention d'afficher une étoile pour dix titres de champion.
Trois clubs de Tirana ont cet honneur. Le KF arbore deux étoiles, tandis que le Dinamo et le Partizan en affichent une.

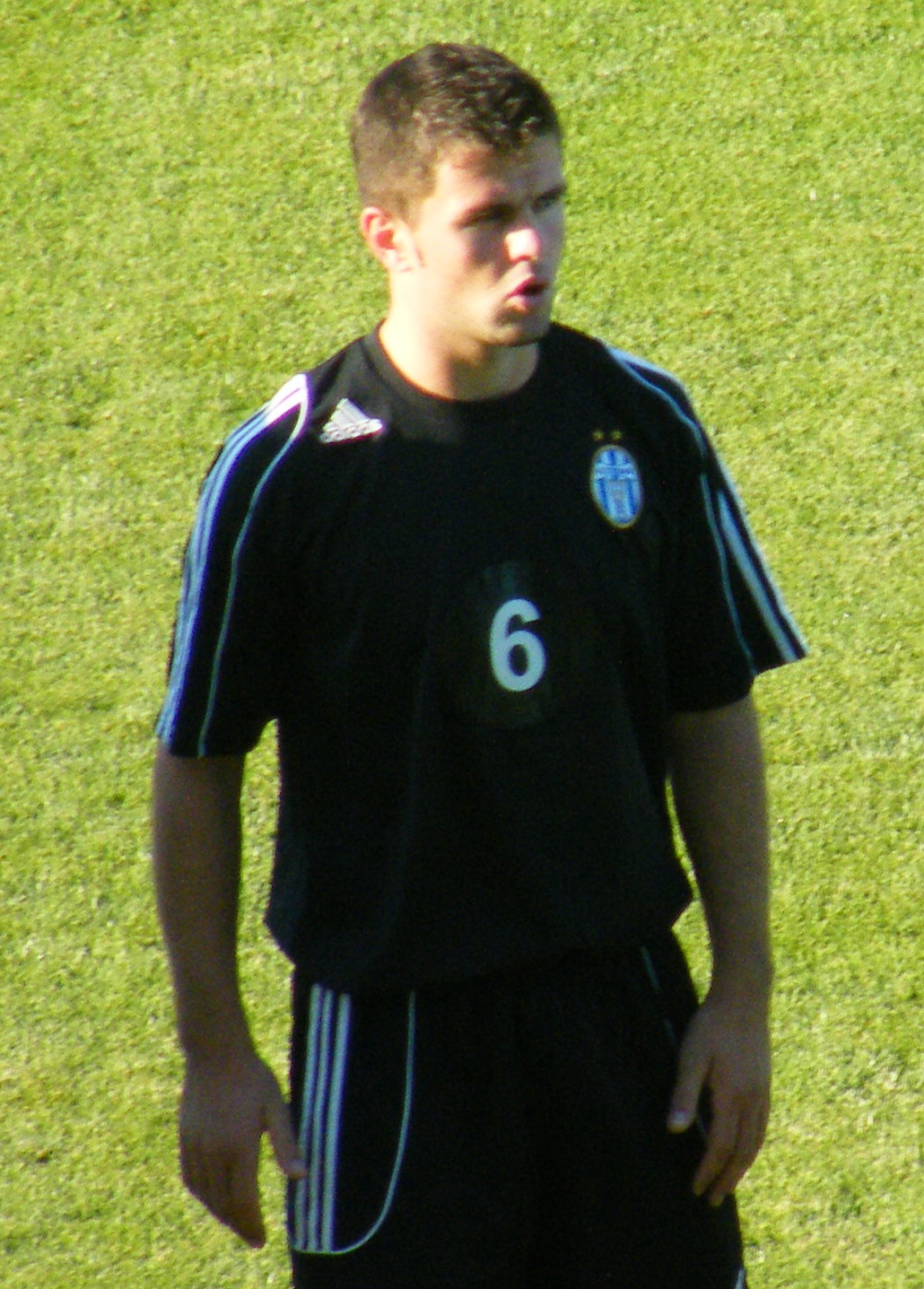
KF Tirana

#### Allemagne
Il existe deux systèmes en Allemagne, celui de la DFL (le plus connu médiatiquement car utilisé par les clubs de première division tels que le Bayern Munich) et celui de la DFB.
La DFL (équivalent de la LFP française), organisant la 1. Bundesliga et la 2. Bundesliga, a établi le système d'attribution d'étoile suivant en 2004, ne prenant compte que des titres gagnés depuis 1963-64, date de création de la Bundesliga, :
- trois titres de champions donnent droit à une étoile (Werder Breme, Hambourg SV, VfB Stuttgart)
- cinq titres donnent droit à deux étoiles (Borussia Mönchengladbach, Borussia Dortmund)
- dix titres donnent droit à trois étoiles
- vingt titres donnent droit à quatre étoiles
- trente titres donnent droit à cinq étoiles (Bayern Munich)

Cependant, le système de la DFL exclut par définition les titres hors RFA et antérieurs à 1964. Ainsi, la DFB a opté, en novembre 2005, pour un système d'étoile unique en incluant à l'intérieur de cette même étoile le nombre de championnats gagnés depuis la création du tout premier championnat, englobant les championnats d'Allemagne avant séparation, d'ex RFA (Bundesliga), d'ex RDA et d'Allemagne réunifiée. Le Dynamo Berlin applique ce système avec une étoile unique notée du nombre 10 en référence à leurs 10 titres de champion de RDA.
Le SpVgg Greuther Fürth fait bande à part en affichant trois étoiles argentées qui symbolisent leurs titres de champion en 1914, 1926 et 1929.

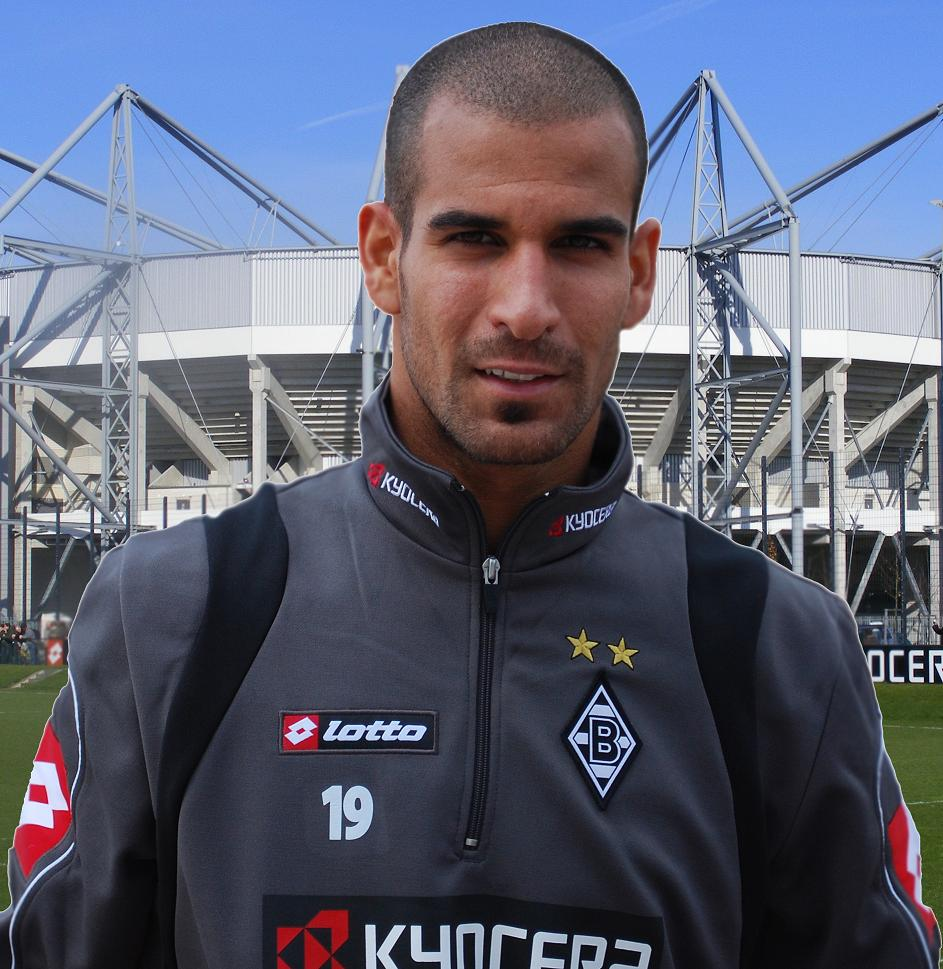
Borussia Mönchengladbach
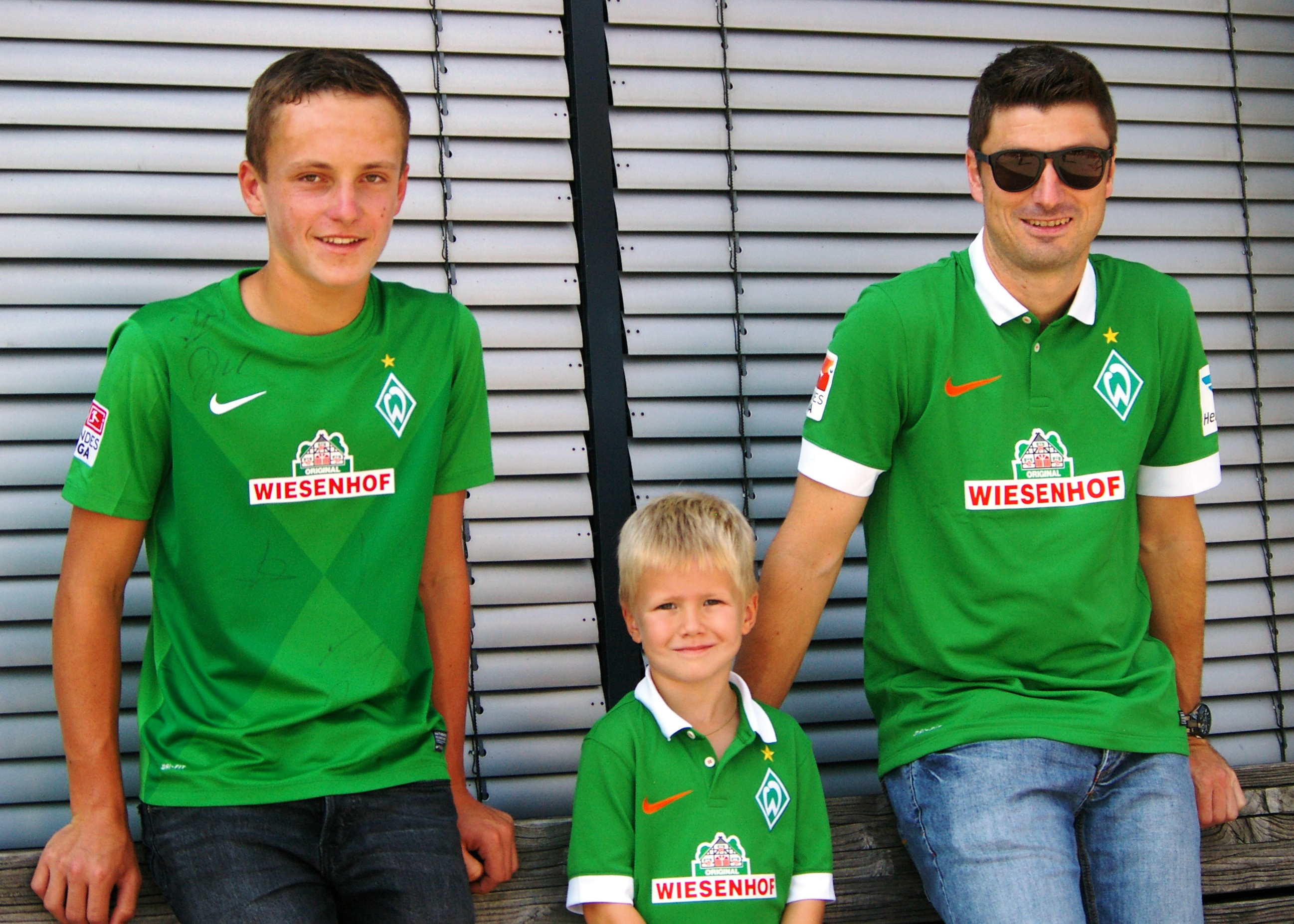
Werder Brême
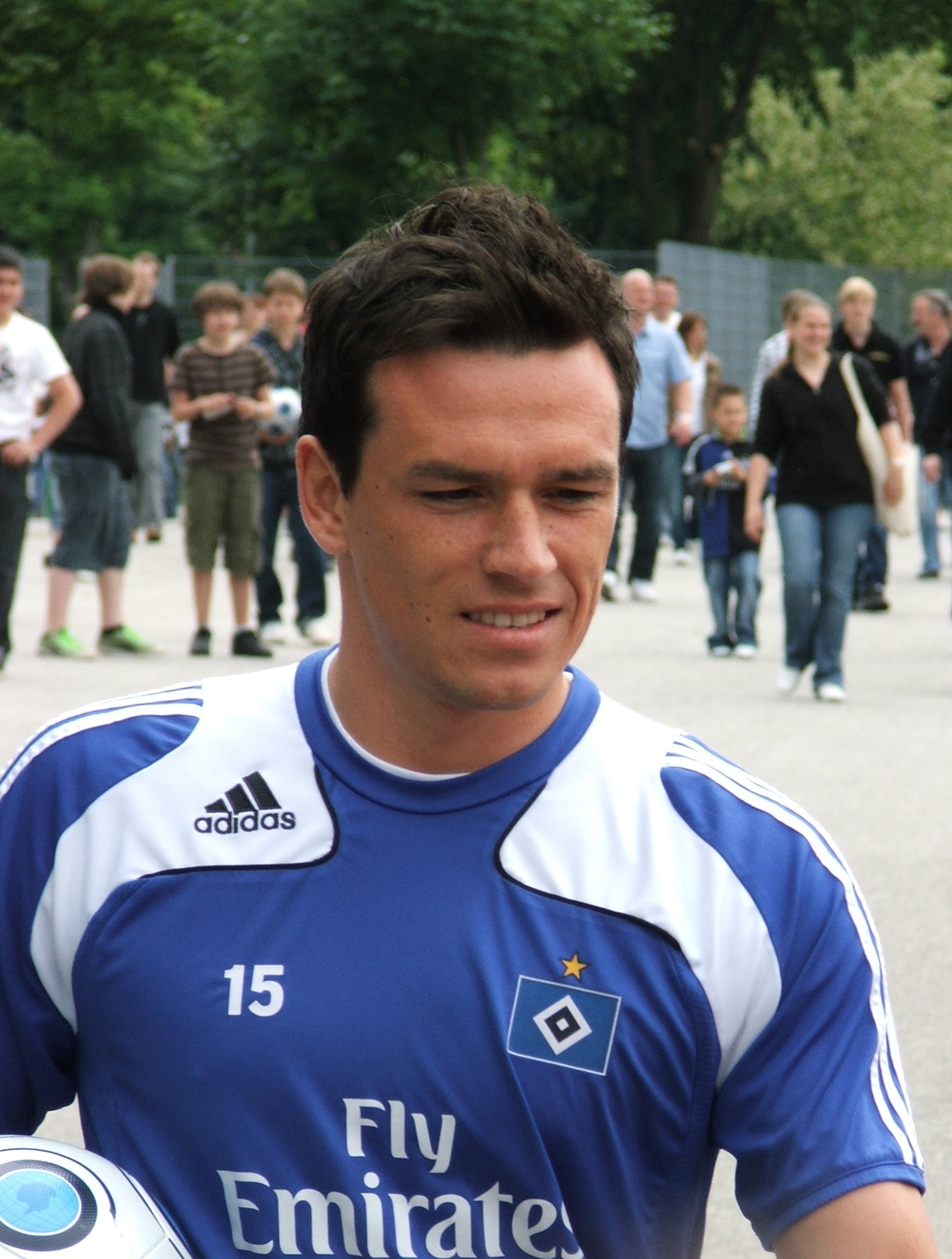
Hambourg SV
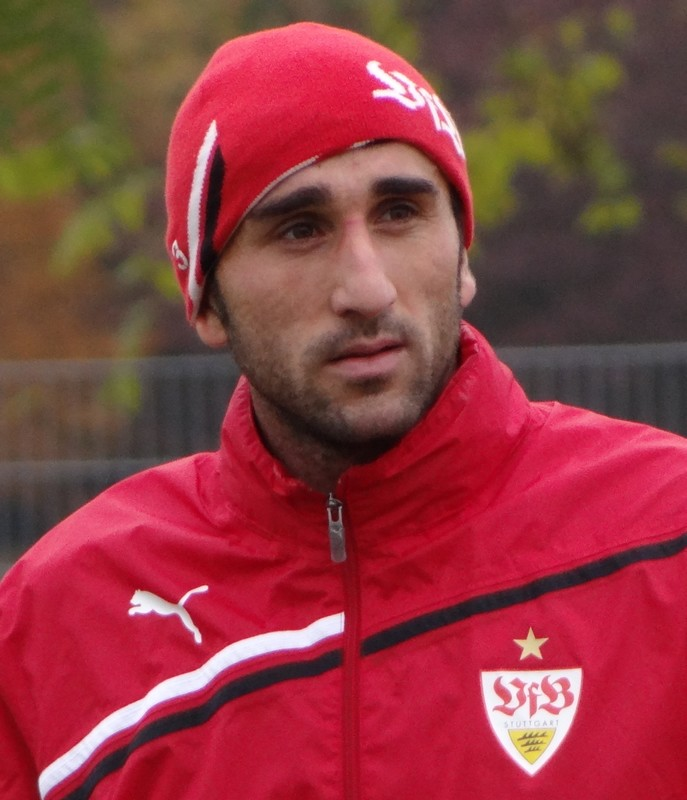
VfB Stuttgart
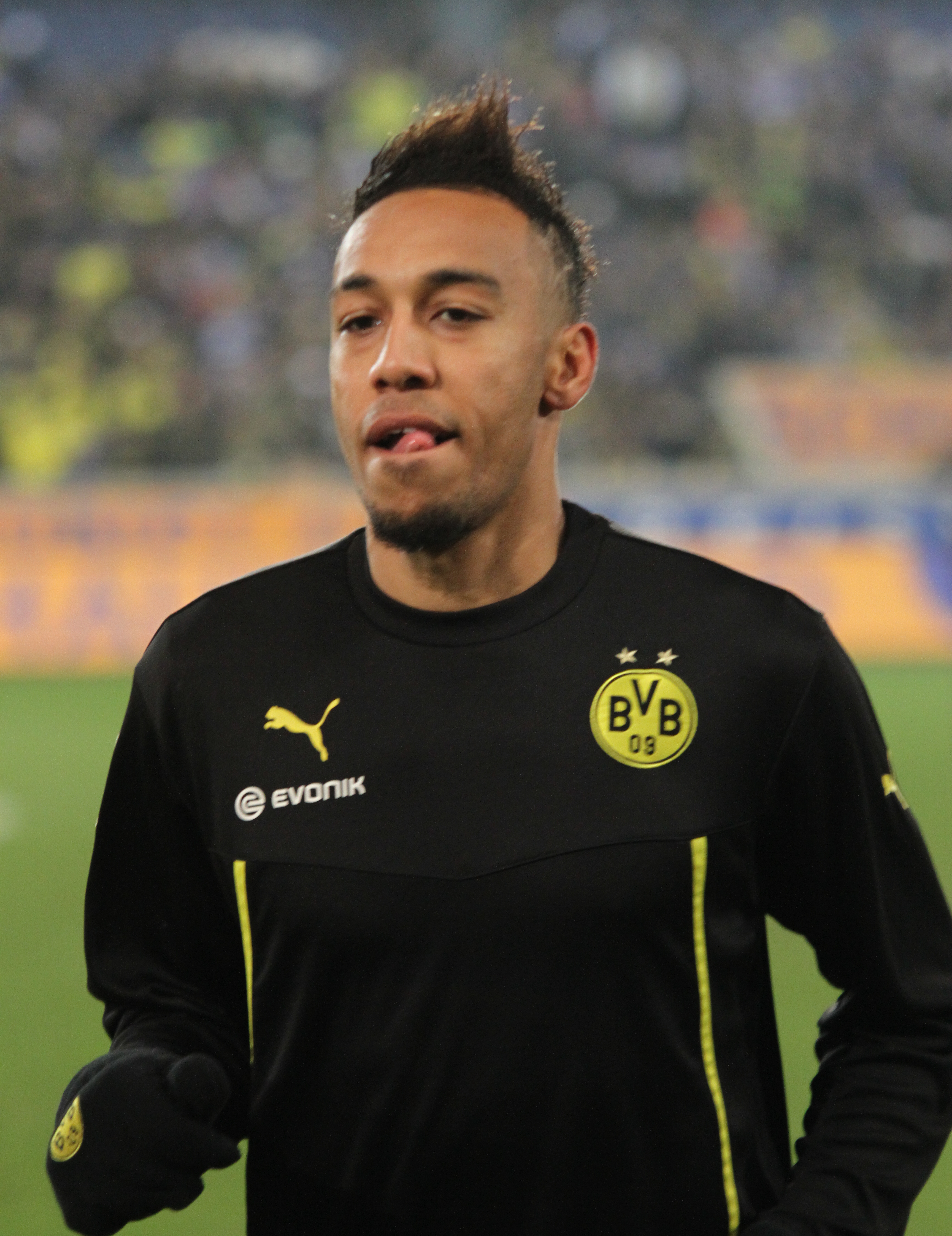
Borussia Dortmund
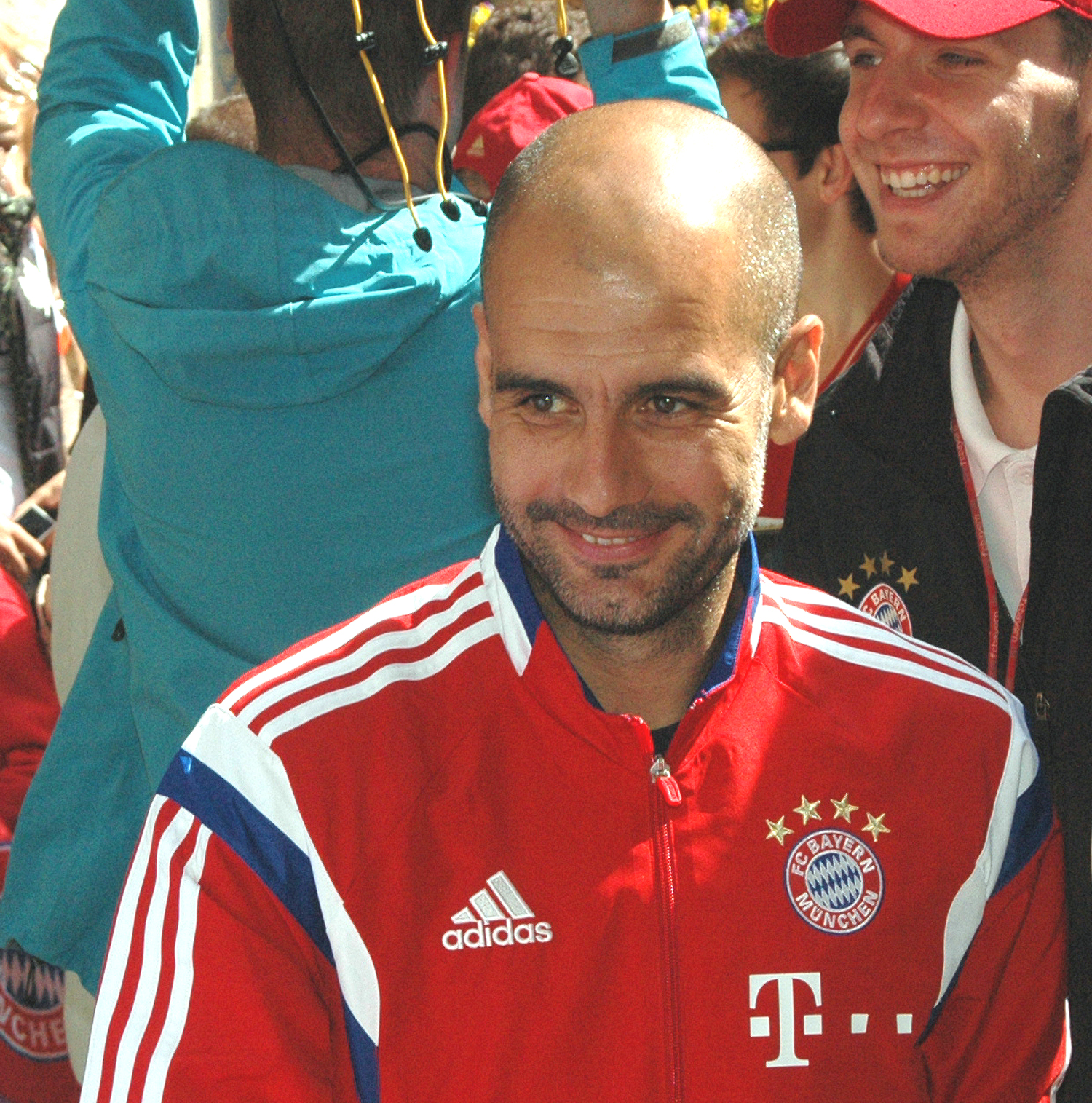
Bayern Munich

#### Angleterre

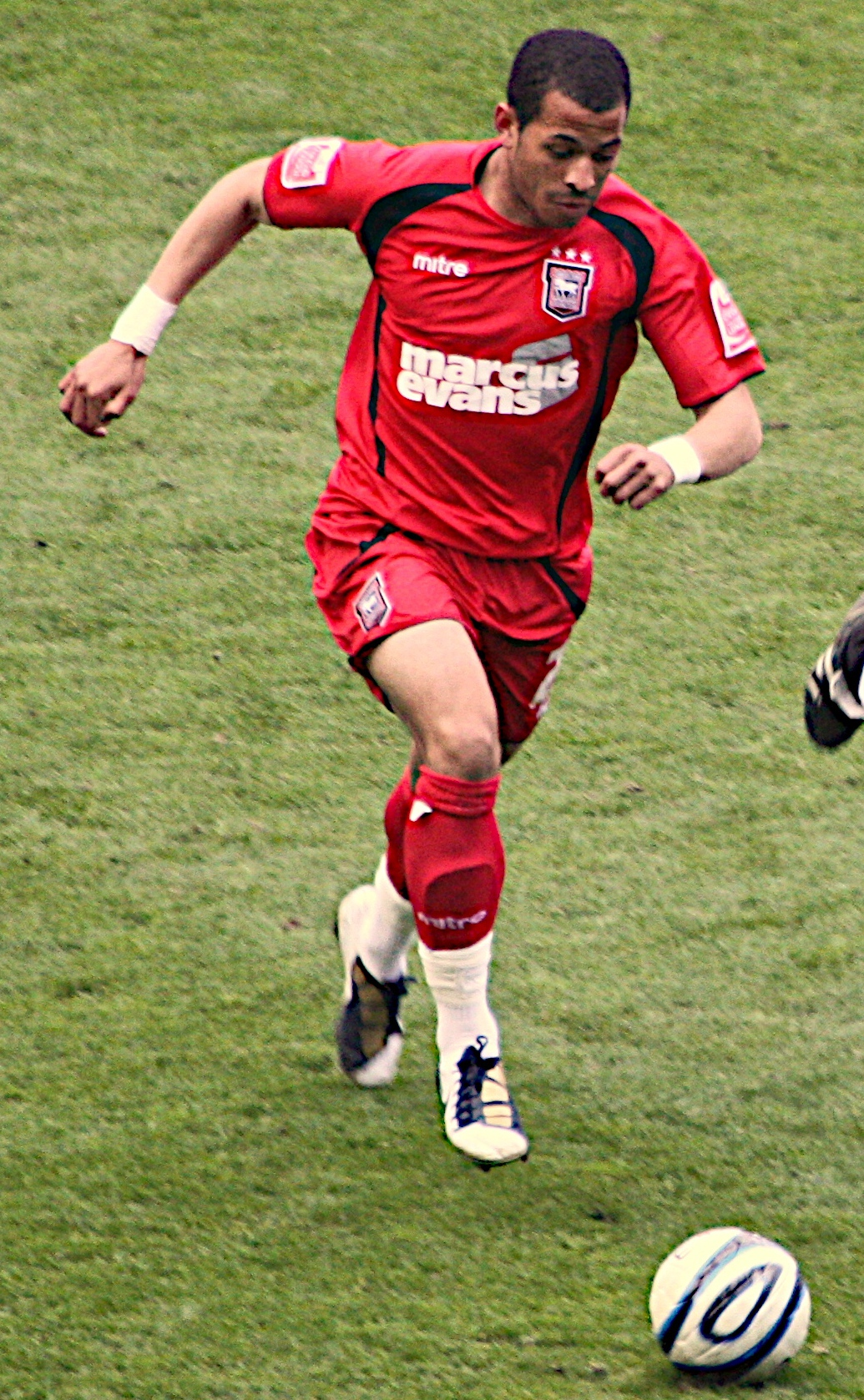
Ipswich Town (Angleterre)

Aucune étoile n'est décernée par convention pour des titres de champions. Seuls les clubs de Huddersfield Town, Ipswich Town et Burnley ont décidé d'y faire référence. Ipswich Town compte trois étoiles pour symboliser autant de trophées différents et leur acquisition en 1962, 1978 et 1981. Burnley commémore leur titre de champion avec une étoile par titre et en compte deux. Huddersfield Town fait de même et en compte trois.
Le Bury FC symbolise par deux étoiles ses victoires en FA Cup 1900 et 1903 et les affiche seulement en match de coupe.
Nottingham Forest a arboré en 2009 et 2010 deux étoiles argentées généralement situées sur la manche gauche pour leurs trophées 1979 et 1980 en C1. Aston Villa dispose d'une étoile dans son logo pour le trophée 1982,.

#### Autriche
Les clubs autrichiens ont pour convention d'afficher une étoile pour dix titres de champion.
Les deux clubs viennois du Rapid et du FK Austria arborent respectivement trois et deux étoiles.
Le Wacker Innsbruck a connu de nombreux changements de nom au cours de l'Histoire mais a tout de même remporté dix titres et affiche donc une étoile (1915-1986 : Wacker Innsbruck (5), 1986-1992 : FC Swarovski Tirol (2), 1993-2002 : FC Tirol Innsbruck (3) et depuis 2002 : Wacker Innsbruck (0)).

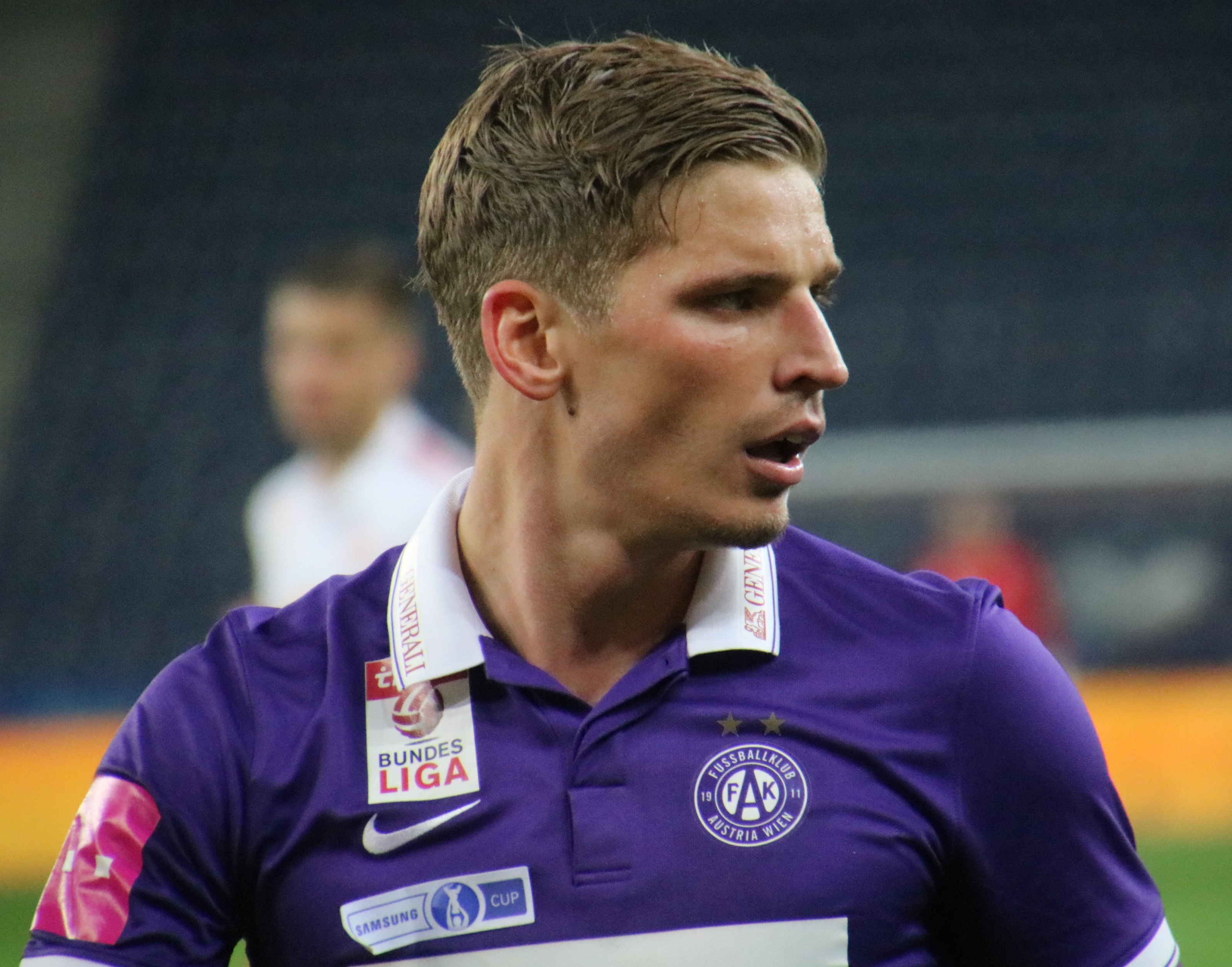
Austria Vienne
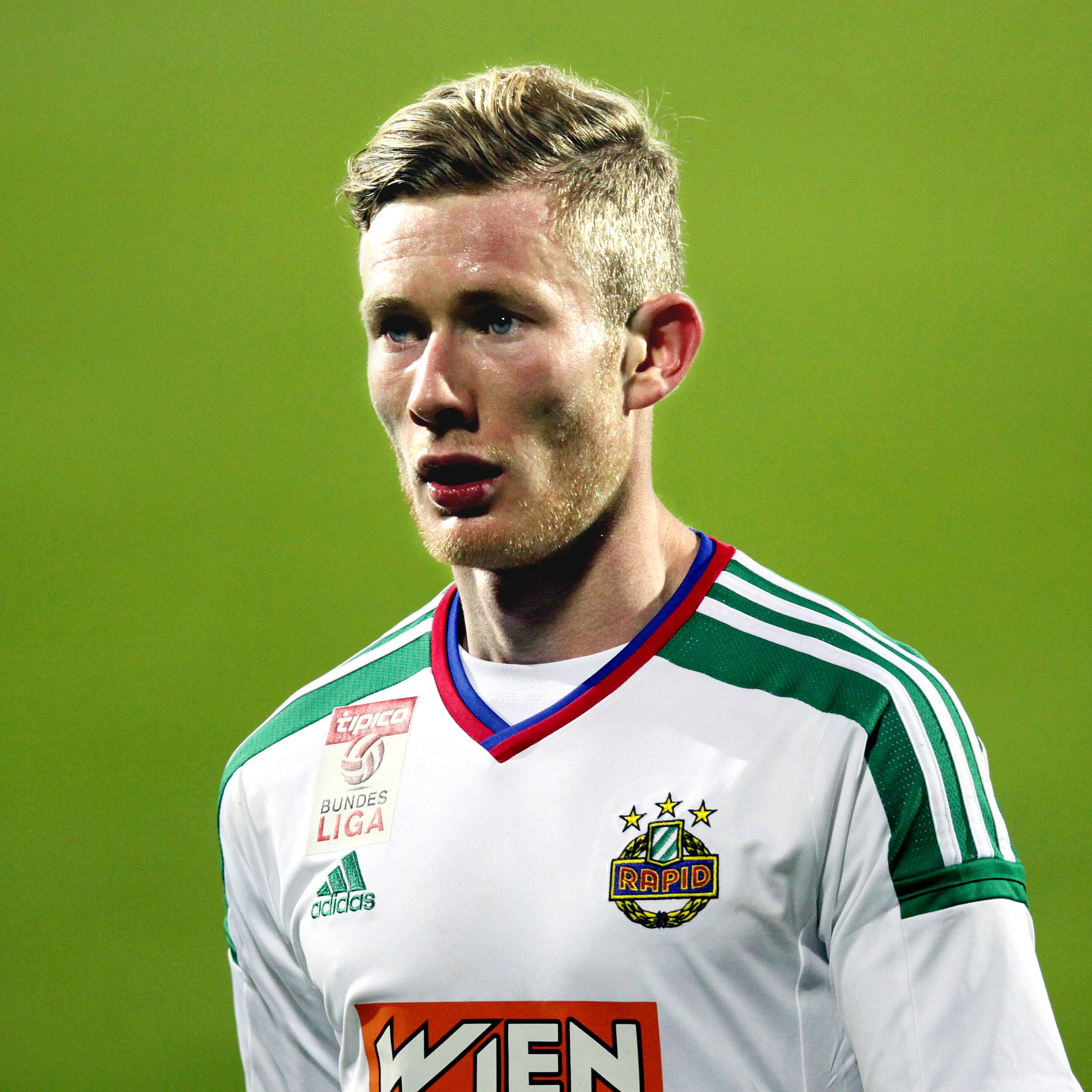
Rapid de Vienne
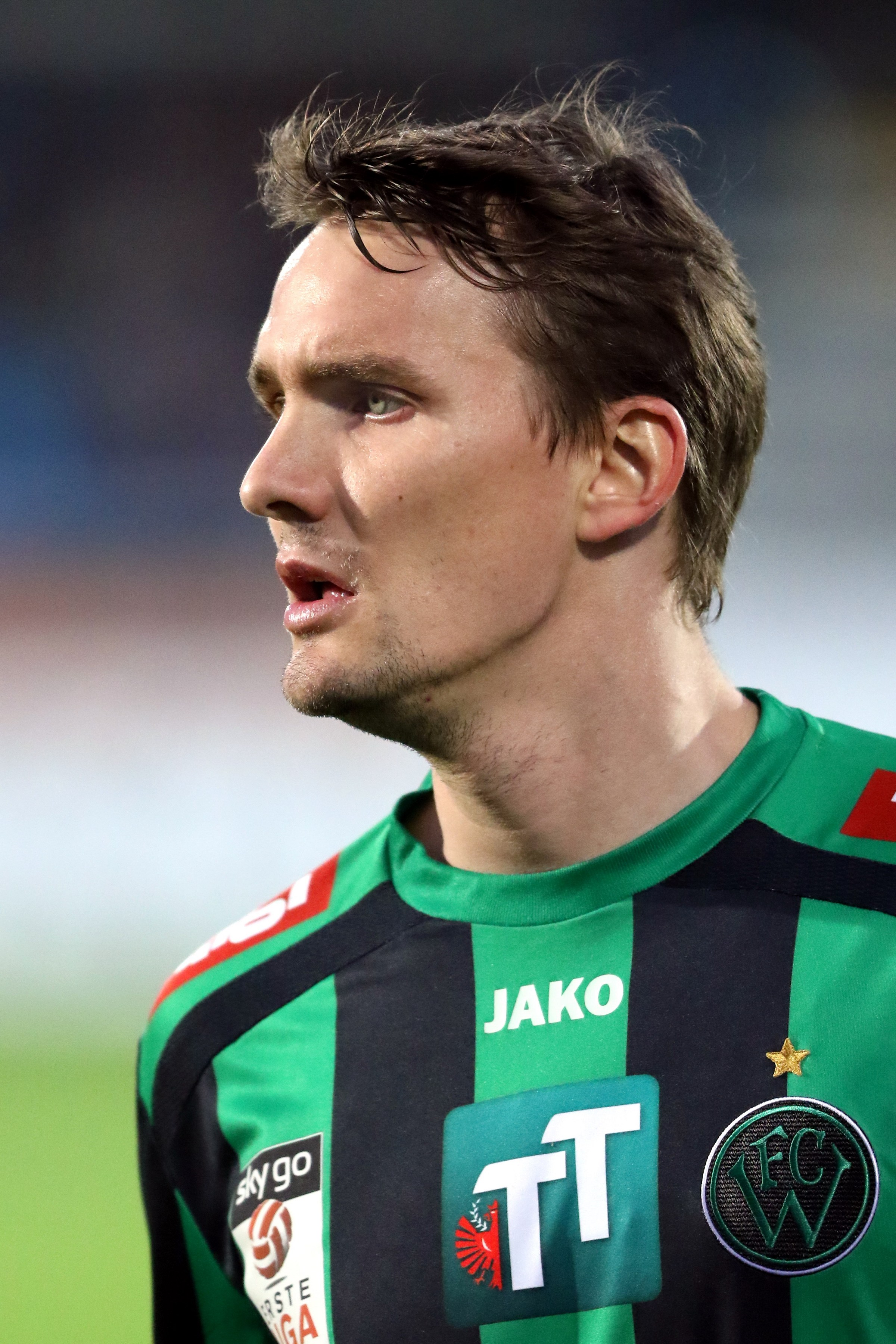
Wacker Innsbruck

#### Belgique
Anderlecht appose en 2010 trois étoiles au-dessus de son blason pour symboliser trente titres de champion.
Le Standard de Liège le fait également avec une étoile pour dix titres.
De même pour la Royale Union Saint-Gilloise avec une étoile pour leurs 12 titres gagnés dans l'élite belge.
Le Club Bruges arbore une étoile depuis la saison 2016-2017 pour célébrer les 125 ans du club et pour faire suite à son 14ème titre.

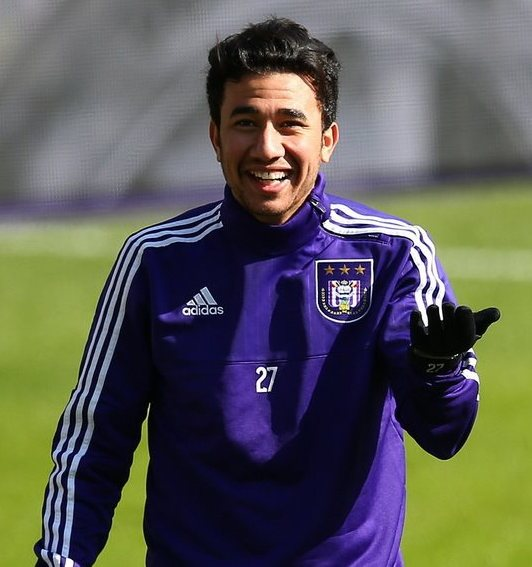
Anderlecht
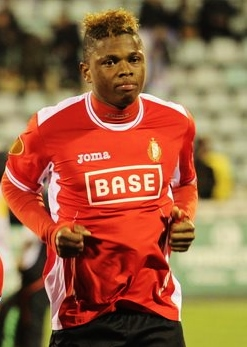
Standard de Liège

#### Biélorussie
Les clubs biélorusses adoptent par convention, la méthode d'une étoile pour cinq titres de champion.
Seul le FK Dynamo Minsk en arbore une .
Le FC BATE Borissov arbore trois étoiles après son 15è titres de champion en 2018 .

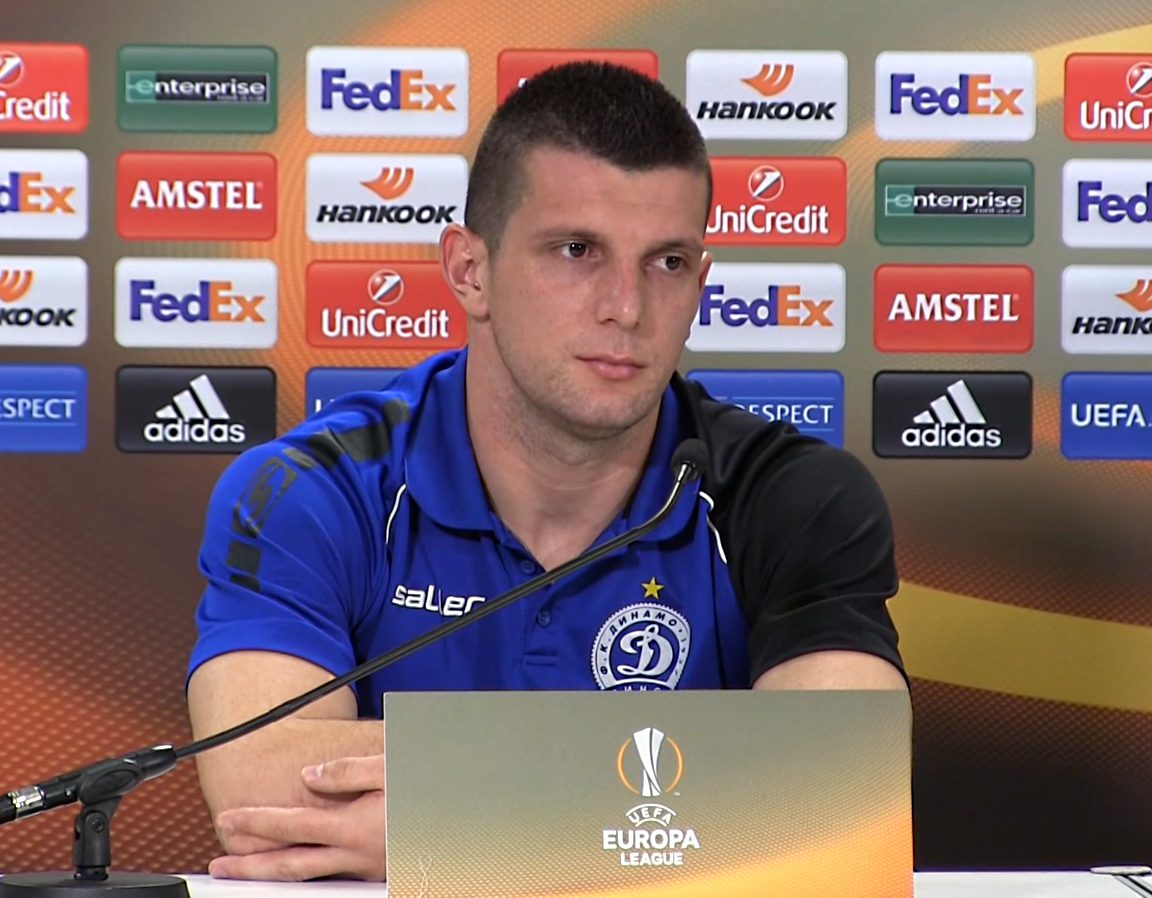
Dynamo Minsk

#### Bulgarie
Le CSKA Sofia est l'unique club de Bulgarie à symboliser des titres de champion. Il compte trois étoiles pour trente titres.
Le Levski Sofia (26 titres) n'arbore pas d'étoiles.

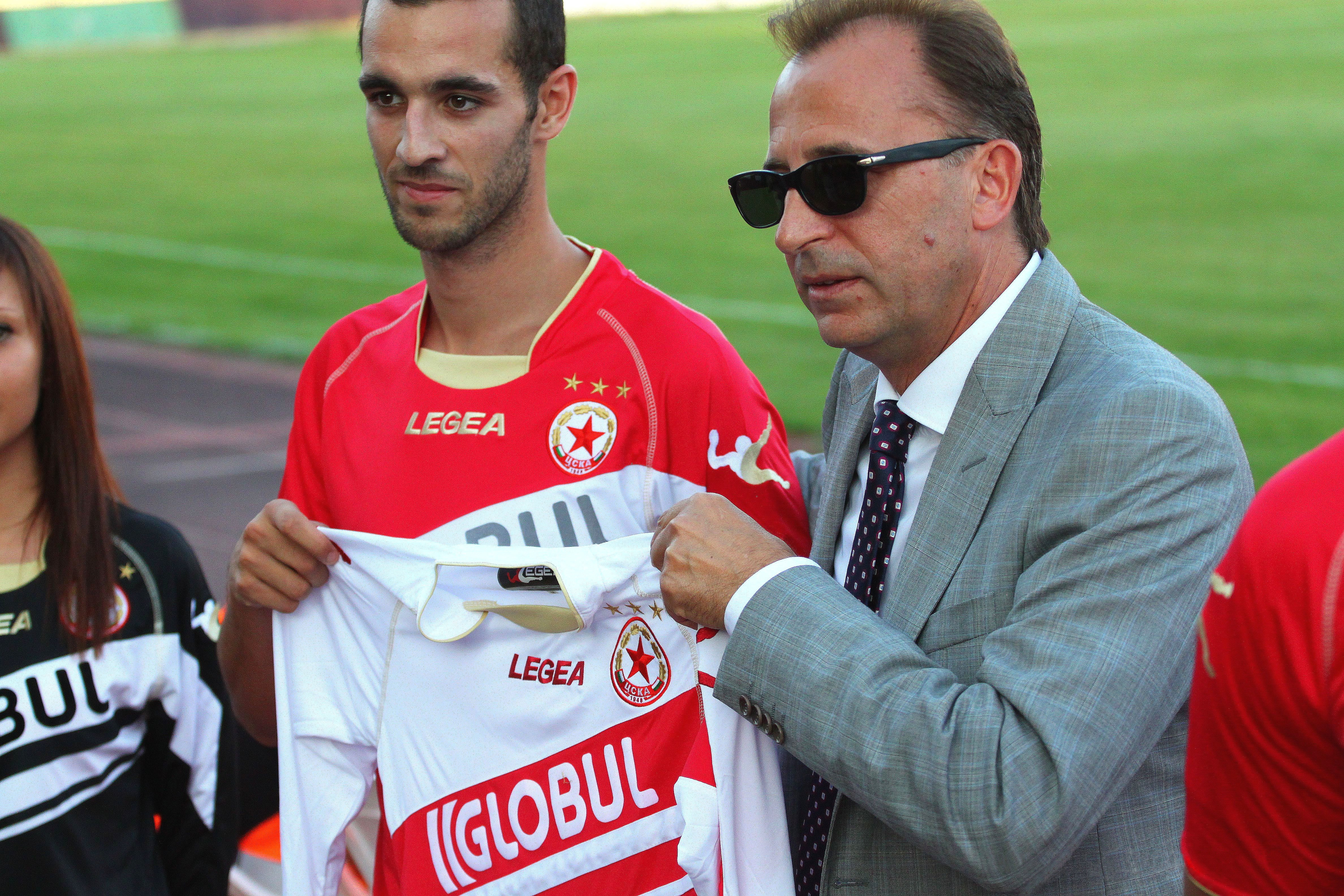
CSKA Sofia

#### Chypre
Les rivaux de l'APOEL Nicosie et de l'Omonia Nicosie affichent chacun deux étoiles sur leur maillot afin de symboliser vingt championnats remportés.

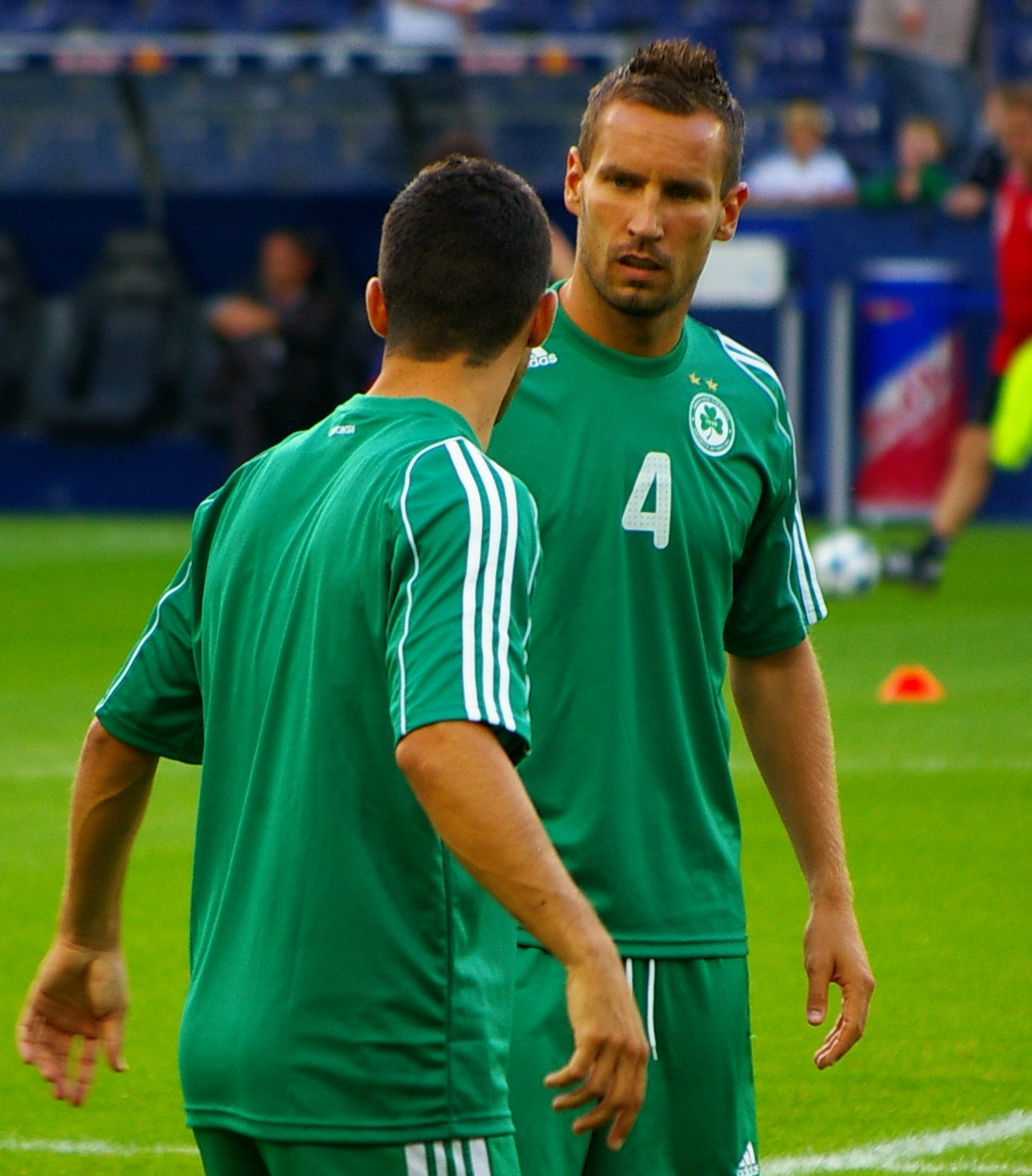
Omonia Nicosie
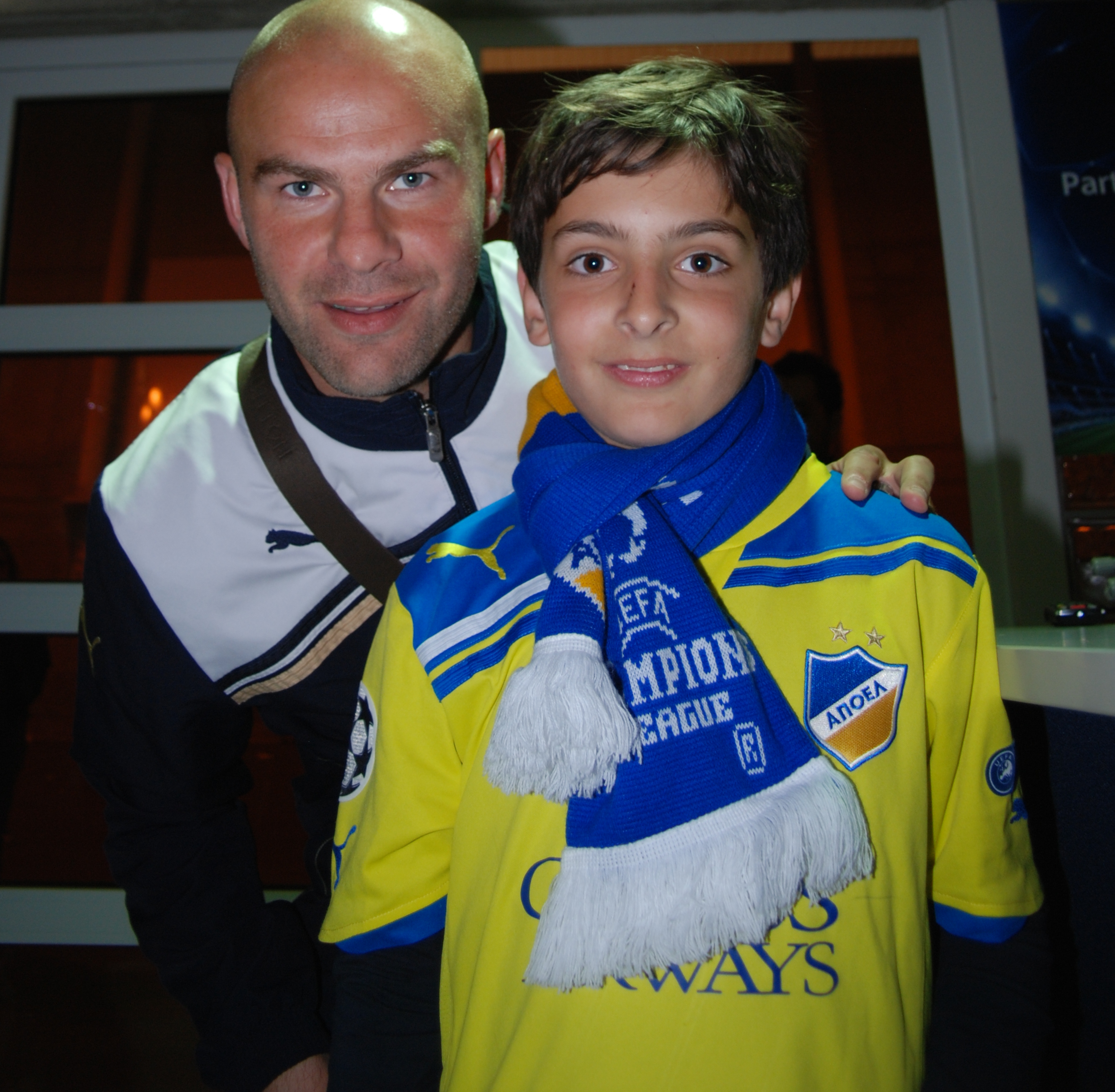
APOEL Nicosie

#### Danemark
Les clubs danois ont pour convention d'afficher une étoile pour cinq titres de champion. Cinq clubs arborent une étoile (AB Copenhague, AGF Århus, BKF Copenhague, Esbjerg fB et Vejle BK).
Le FC Copenhague arbore deux étoiles pour 12 titres de champion .

#### Écosse

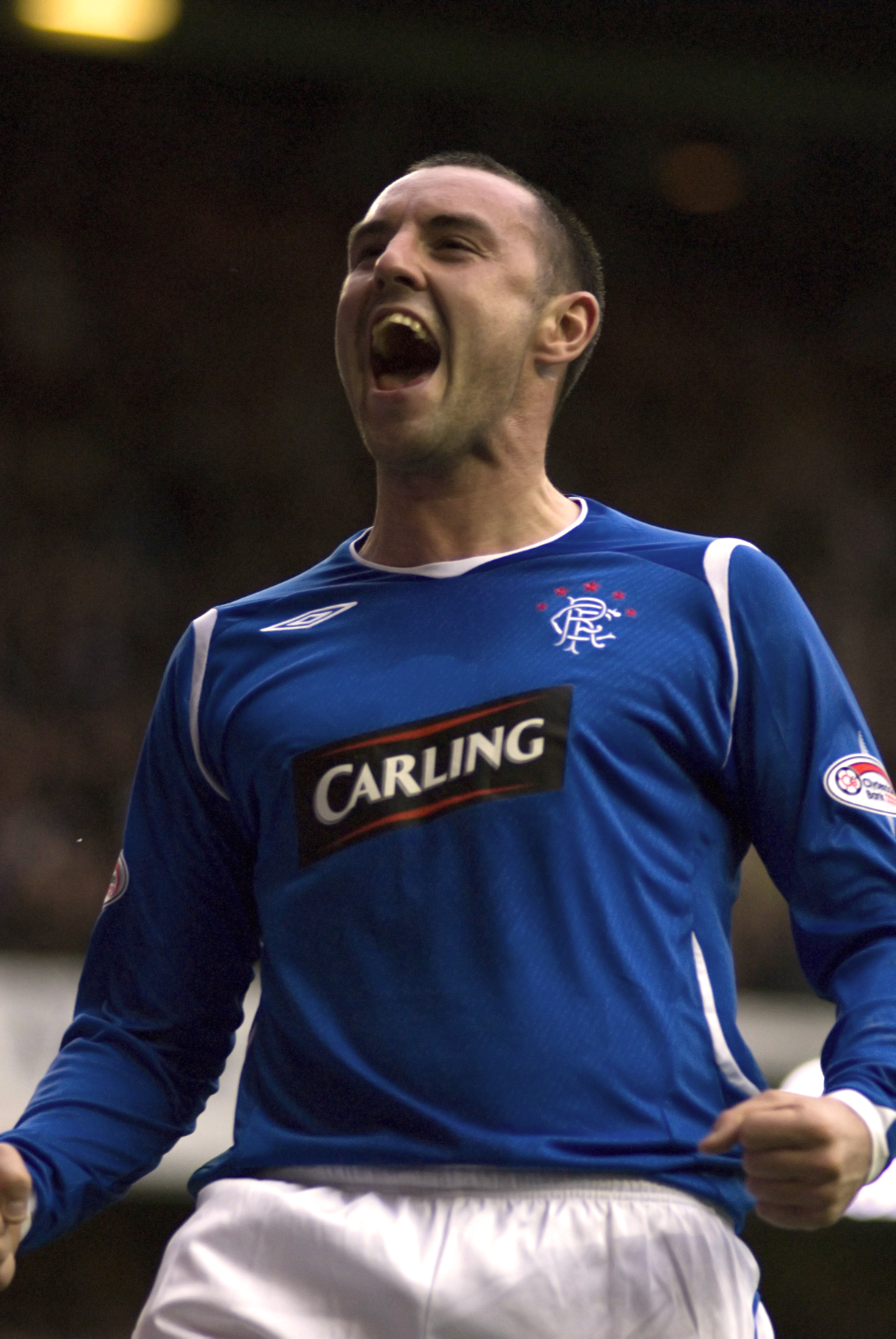
Glasgow Rangers

Aucun système par convention ne se dégage en Écosse. Trois clubs arborent des étoiles, l'un d'eux pour commémorer des titres nationaux, les deux autres pour des titres européens.
Les Rangers mettent cinq étoiles au-dessus de leur blason pour symboliser cinquante championnats.
Le Celtic affiche une étoile en référence à sa Coupe des clubs champions européens 1966-1967, tandis qu'Aberdeen en affiche deux pour son doublé européen 1983 avec la C2 et la Supercoupe.

#### Estonie
Le FC Flora Tallinn et le FC Levadia Tallinn aposent une étoile sur leur maillot pour symboliser cinq championnats.

#### Féroé (îles)
Le HB Tórshavn comptabilise vingt titres de champion des Îles Féroé et le représente par deux étoiles.
Le KÍ Klaksvík (17 titres) n'arbore aucune étoile.

#### Finlande
Seul le HJK Helsinki arbore des étoiles en Finlande. Il en affiche deux pour symboliser vingt championnats.

#### France

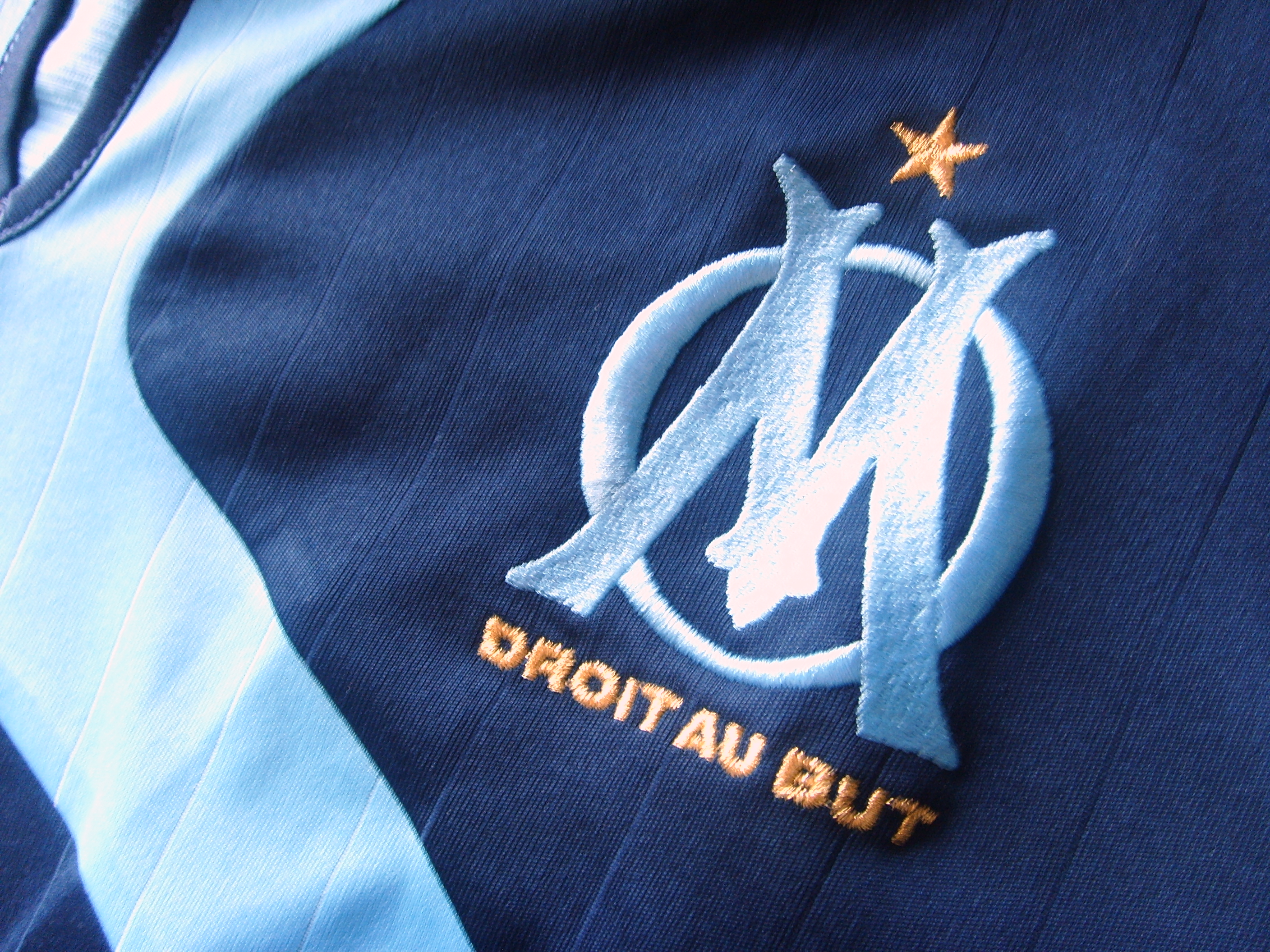
Olympique de Marseille

En 1987, le FC Nantes dévoile un nouveau blason à l'intérieur duquel six étoiles jaunes (sur fond vert, les couleurs du club) symbolisent les six titres nationaux remportés entre 1965 et 1983. Une septième puis une huitième étoile viennent s'ajouter après les victoires de 1995 et 2001. Ces dernières disparaissent avec le logo dévoilé en 2019.
À partir de la saison 1996/1997, l'Olympique de Marseille arbore une étoile sur le logo du club à la suite de sa victoire en Ligue des champions, la première victoire d'un club français dans cette compétition.
À partir de la saison 1993/1994, l'AS Saint-Etienne ajoute au-dessus de son logo une étoile bleu, blanc et rouge pour représenter ses dix titres de champions de France remportés entre 1957 et 1981.
Le Paris Saint-Germain décide de ne pas mettre d'étoile sur son maillot ni pour ses 10 titres nationaux, ni pour sa victoire en Ligue des Champions en 2025.

#### Grèce
Seul l'Olympiakós arbore quatre étoiles pour symboliser quarante titres. Une cinquième étoile a été ajoutée en 2024 à la suite de sa victoire en Ligue Conférence.
Le Panathinaïkós (20 titres) et l'AEK Athènes (12 titres) n'arborent aucune étoile.

#### Hongrie
Les clubs hongrois ont pour convention d'afficher une étoile pour dix titres de champion. Un club arbore 3 étoiles (Ferencváros TC), deux clubs en arborent deux (MTK Budapest FC et Ujpest FC) et un club une étoile (Budapest Honvéd).

#### Islande
Les clubs islandais ont pour convention d'afficher une étoile pour cinq titres de champion. Deux clubs arborent quatre étoiles (Valur Reykjavík, KR Reykjavik), deux clubs arborent trois étoiles (Fram Reykjavík, ÍA Akranes) et deux clubs arborent une étoile (Víkingur Reykjavík, FH Hafnarfjörður).

#### Irlande
Les Bohemian, les Shamrock Rovers et Shelbourne arborent chacun une étoile en référence à dix titres.
Les Wexford Youths FC ont remporté cinq FAI Youth InterLeague Cup et le symbolisent par autant d'étoiles.

#### Israël
L'Hapoël Tel-Aviv et le Maccabi Tel-Aviv appliquent le système d'une étoile pour cinq titres. Leurs blasons sont respectivement surmontés de deux étoiles et quatre étoiles.
Le Maccabi Haïfa possède une étoile pour dix titres.
Le Maccabi Netanya cinq titres de champion pour autant d'étoiles.

#### Italie

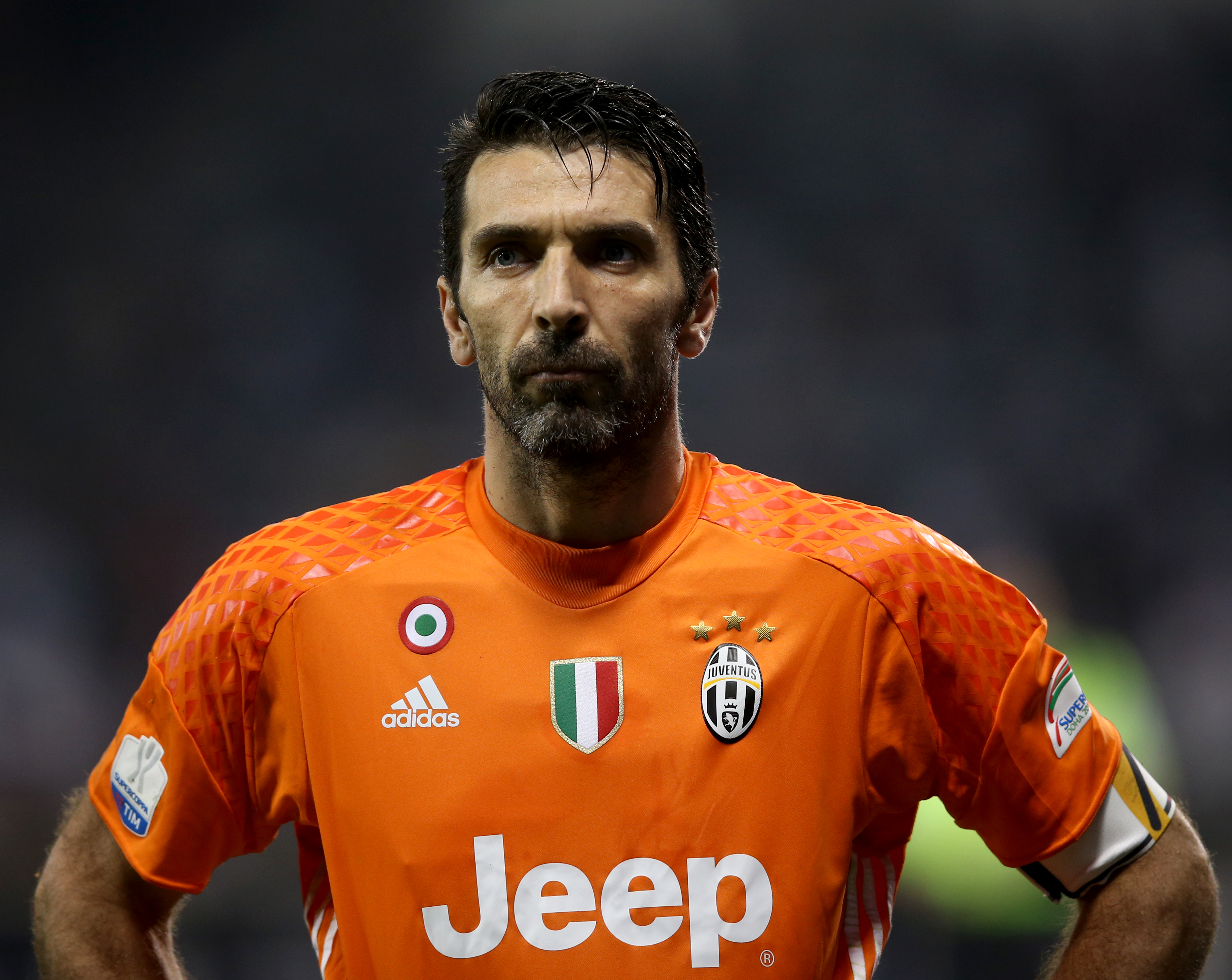
Juventus (Italie)

Les clubs italiens ont pour convention d'afficher une étoile pour dix titres de champion.
La Juventus en arbore trois pour 38 titres, l'Inter Milan deux pour 20 titres et son voisin de l'AC Milan une pour 19 titres,,.

#### Kazakhstan
Le FC Irtych Pavlodar affiche cinq étoiles en référence à cinq titres de champion.

#### Luxembourg
La Jeunesse d'Esch dispose de deux étoiles qui symbolisent vingt championnats remportés.
Le F91 Dudelange arbore une étoile pour dix titres de champion .

#### Malte
Le Floriana FC , les Sliema WFC et le Valletta Football Club possèdent deux étoiles en référence à vingt titres de champion.
Les Hibernians symbolisent dix titres par une étoile.
Les Hamrun Spartans FC affichent sept étoiles pour autant de titre de champion.

#### Moldavie
Le Sheriff Tiraspol est l'unique club à pouvoir faire référence à dix titres de champion et le symbolise par une étoile.

#### Norvège
Le Rosenborg BK arbore deux étoiles pour signifier vingt championnats.

#### Pays-Bas

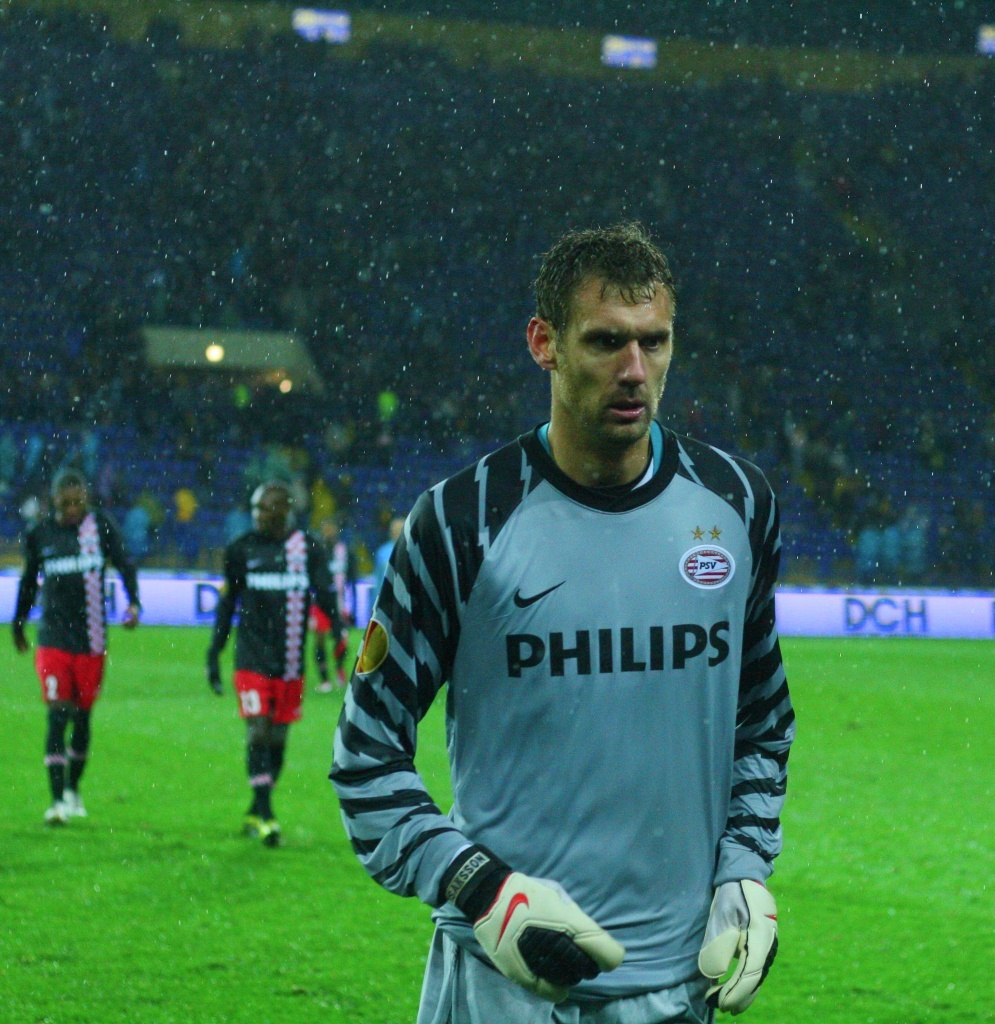
PSV Eindhoven (Pays-Bas)

Les clubs néerlandais ont pour convention d'afficher une étoile pour dix titres de champion.
L'Ajax Amsterdam possède trois étoiles sur son maillot depuis 2011 et l'acquisition de son trentième titre. Le PSV Eindhoven en arbore deux, tandis que le Feyenoord Rotterdam et le HVV La Haye en arborent une.

#### Pologne
Quatre clubs polonais ont mis une étoile pour symboliser dix titres de champion (Górnik Zabrze, Ruch Chorzów, Wisła Cracovie et Legia Varsovie). Les deux clubs de Poznań, le Warta et le Lech, arborent eux aussi une étoile. La blanche du Warta représente l'un de ses deux succès en championnat, et l'argentée du Lech ses six titres de champion.

#### Portugal
Le Benfica Lisbonne possède trois étoiles et est l'unique club portugais à avoir adopté un système d'étoile pour symboliser dix titres de champion. Mais pour la saison 2011-2012 seules deux étoiles représentant ses titres en Coupe d'Europe des clubs champions en 1961 et 1962 figurent sur le maillot.
Le club desportivo Santa Clara dispose de 9 étoiles en dessous de son blason non pas symbolique de victoire mais par rapport au 9 île des Açores ( où est situé le club ) 
Aucune étoile n'est arborée par les clubs du FC Porto (30 titres) et du Sporting Portugal (20 titres).

#### Roumanie
Le Steaua Bucarest et le FCSB symbolisent vingt titres de champion par deux étoiles. Le Dinamo Bucarest affiche une étoile pour dix titres.
Le Steaua Bucarest arbore aussi une étoile au centre de son blason pour symboliser sa victoire en C1 en 1986.

#### Russie
Le Spartak Moscou symbolise cinq titres de champion par une étoile.
Le Dynamo Moscou porte un logo avec deux étoiles pour symboliser dix titres de champion d'URSS.
Le Zénith Saint-Pétersbourg porte un logo avec deux étoiles pour symboliser dix titres de Champion de Russie et d'URSS.

#### Serbie
Le Partizan Belgrade affiche deux étoiles pour symboliser vingt championnats remportés. Son voisin de l'Étoile rouge de Belgrade commémore son doublé européen 1991 (C1, CI)
et une troisième étoile depuis 2019, pour avoir gagné 30 fois le championnat de Serbie.

#### Slovaquie
Le Slovan Bratislava symbolise un titre européen et des titres nationaux par trois étoiles. La grande étoile fait référence à la victoire en Coupe d'Europe des vainqueurs de coupe de football 1968-1969. Le club a aussi remporté des championnats de Tchécoslovaquie et de Slovaquie, qu'ils symbolise par les deux petites étoiles (une étoile pour cinq titres).

#### Suède

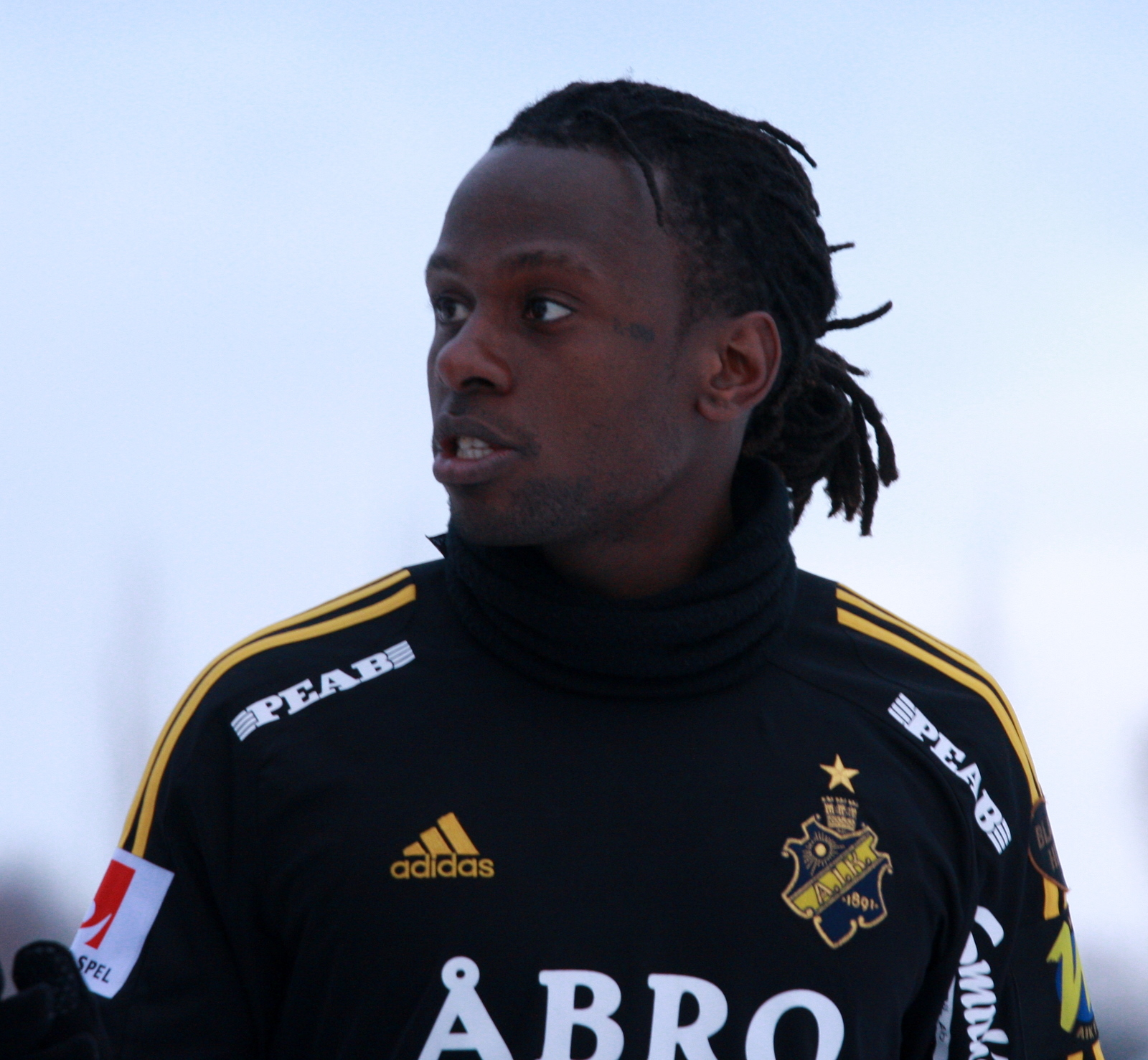
AIK Solna (Suède)

Les clubs suédois ont pour convention depuis 2006 d'afficher une étoile pour dix titres de champion.
Le Malmö FF est le seul club qui arbore deux étoiles .
Quatre clubs arborent une étoile (AIK Solna, Djurgårdens IF, IFK Göteborg et Örgryte IS).
Le IFK Norrköping n'arbore aucune étoile malgré ses douze titres.

#### Suisse
Les Grasshopper de Zurich symbolisent vingt titres de champion par deux étoiles de même pour le FC Bâle. Trois clubs symbolisent dix titres par une étoile (Servette de Genève, FC Zürich, Young Boys de Berne).
Le FC La Chaux-de-Fonds arbore trois étoiles pour autant de titres de champion.

#### Tchéquie
Dix titres de champion donnent droit à une étoile :

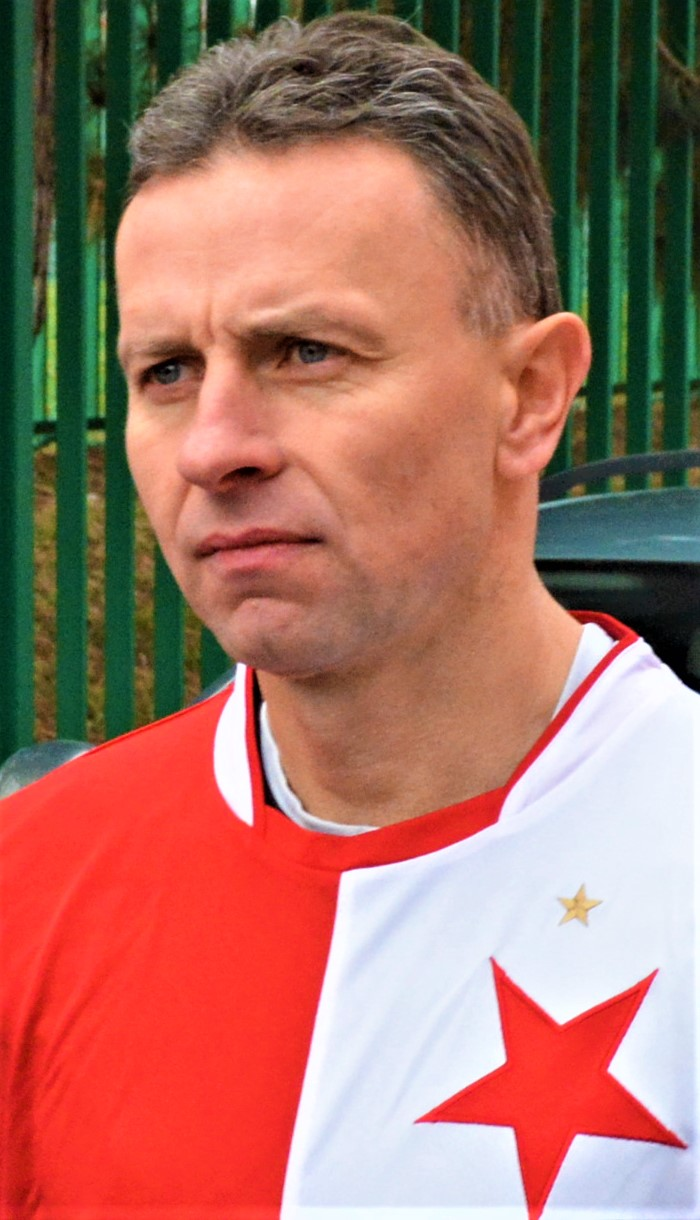
Slavia Prague (Tchéquie)

 Le Sparta Prague comptabilise 19 titres de champion de Tchécoslovaquie et 12 titres de champion de Tchéquie (31 titres au total) ce qui leur permet d'arborer 3 étoiles sur leur maillot.
Le Slavia Prague a remporté 17 titres de champion (Tchécoslovaquie + Tchéquie) il affiche donc une étoile sur le maillot.

#### Turquie

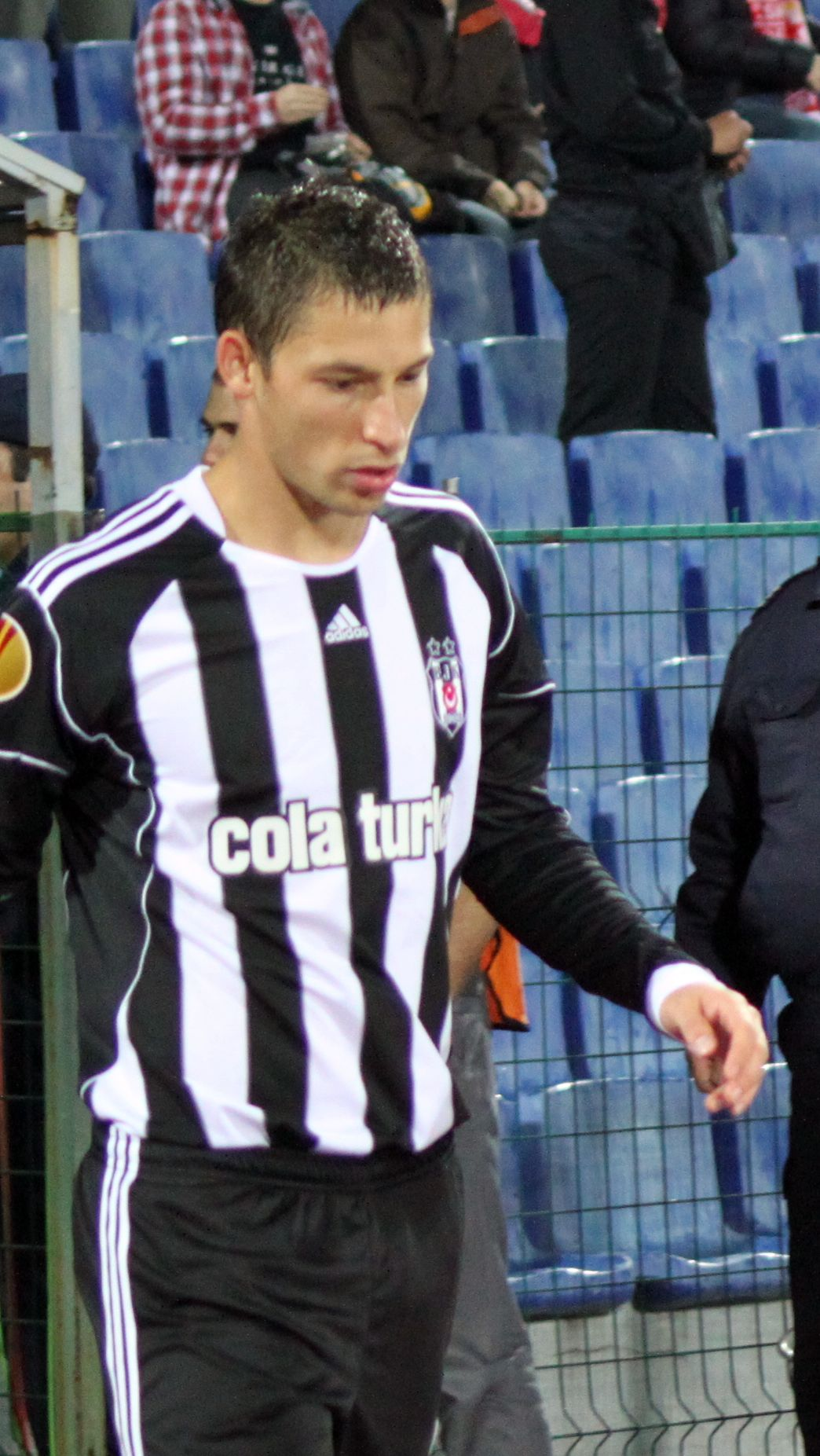
Besiktas (Turquie)

Les clubs turcs ont pour convention depuis l'an 2000 d'afficher une étoile pour cinq titres de champion.
Le club stambouliote du Galatasaray a 5 étoiles depuis le 18 mai 2025 et celui de Fenerbahçe en porte 3. Celui du Beşiktaş en arbore trois, avec pour particularité d'avoir ajouté sa seconde étoile en 2003 pour célébrer les cent ans du club. Le club ne compte que neuf titres et la coïncidence a fait qu'ils remportent le championnat pour la dixième fois la même année et leur vaut finalement cette deuxième étoile.
Trabzonspor possède une étoile.

#### Ukraine
Le Dynamo Kiev est l'unique club ex-soviétique a comptabiliser ses titres d'URSS et ses titres de championnat national. Ainsi le club compte vingt-huit titres de champion cumulés et arbore deux étoiles en référence à vingt titres.

### CAF (Afrique)

#### Afrique du Sud
Les Orlando Pirates arborent une étoile en référence à leur victoire en Ligue des champions 1995 à partir de la saison 1996-1997.

#### Algérie
Cinq clubs algériens disposent d'étoile sur leur blason.
La JS Kabylie en compte sept pour célébrer autant de victoires en coupes africaines; deux Ligue des champions en 1981 et 1990, une Coupe des coupes en 1995, trois Coupes de la CAF en 2000, 2001 et 2002 et une Supercoupe d'Afrique en 1982.
Le Mouloudia Club d'Alger arbore une étoile symbolysant la Ligue des champions de 1976.
L'Entente sportive de Sétif arbore deux étoiles pour symboliser ses victoires en Ligue des champions, en 1988 et 2014.
L'USM Alger arbore deux étoiles pour symboliser son premier doublé continental avec ses victoires en Coupe de la confédération et la Supercoupe de la CAF en 2023. Le CR Belouizdad après leur 10eme titre de champion en 2023.

#### Cameroun
L'Union Douala a gagné la Coupe des clubs champions africains 1979 ainsi que la Coupe des coupes 1981. Elle symbolise ces victoires par deux étoiles.
Le club du Canon Sportif Yaoundé arbore trois étoiles pour autant de victoire en Ligue des champions (1971, 1978, 1980).

#### République démocratique du Congo
Le FC Saint Éloi Lupopo arbore cinq étoiles.
Le Tout Puissant Mazembe affiche jusqu'en 2008 un logo avec trois étoiles pour symboliser deux Ligue des champions et une Coupe des coupes. Depuis le TP a gagné deux nouvelles Ligue des champions et deux Supercoupe d'Afrique, ce qui lui fait sept trophées africains et a donc abandonné le système d'étoile pour ne pas surcharger son blason.

#### Côte d'Ivoire
Le Stella Club d'Adjamé et Séwé FC est l'unique club du pays a adopté un système d'étoile, en en arborant trois pour autant de titre de champion.
L'ASEC Mimosas, l'Africa Sports National ou le Stade d'Abidjan aux vitrines plus fournis ne font référence à aucun palmarès.

#### Égypte
Le club du Caïre d'Al Ahly Club utilise le système prédominant en Europe en affichant quatre étoiles pour quarante titres de champion d'Égypte et une étoile en bas pour l'obtention de leurs 10eme Ligue des champions en 2021.
L'Ismaily SC se remémore sa victoire en Coupe des clubs champions africains 1969 avec une étoile au-dessus du blason.
Le Zamalek SC (14 championnat et 5 Ligue des champions) ne fait référence à aucun palmarès.

#### Guinée
L'Hafia Football Club a connu une période faste dans les années 1970 en remportant trois Ligue des champions. Les trophées 1972, 1975 et 1977 sont symboliser par autant d'étoiles.

#### Libye
Les clubs tripolites d'Al Ittihad et d'Alahly SC arborent chacun une étoile pour symboliser dix victoires en championnat.

#### Madagascar
L'AS Adema arbore trois étoiles sur son logo représentant des trois titres de champion de Madagascar

#### Maroc
Les trois clubs phares du pays, le Wydad Athletic Club (1er * en 1977, et 2ème * en 2019), les FAR de Rabat (1er * en 1989) et le Raja de Casablanca (1er * en 2011) qui ont gagné plus de 10 fois le Championnat du Maroc de football ont tous ajouté une étoile d'or à leur logo officiel.
Les FAR de Rabat premier club marocain à remporter la Ligue des champions 1985 met une étoile en haut du logo , l'équipe du Raja de Casablanca a mis également trois étoiles jaunes qui symbolisent leur victoire en Ligue des champions africaine 1989,1997,1999 et le Wydad Athletic Club 1992 et 2017 et 2021-22 .

#### Réunion (la)
La JS Saint-pierroise arbore deux étoiles au-dessus de leur logo, pour 21 championnats remportés, appliquant donc la règle d’une étoile pour 10 championnats .

#### Soudan
L'Al Merreikh Omdurman affiche six étoiles (cinq petites et une grande) en souvenir des championnats remportés consécutivement de 1970 à 1975. La grande étoile symbolise ce record unique au Soudan.
L'autre club d'Omduran, l'Al Hilal (26 championnats) n'arbore aucune étoile.

#### Tunisie
L'Espérance sportive de Tunis adopte le système prédominant en Europe en affichant trois étoiles qui symbolisent trente-deux (32) championnats. Le Club africain, une pour treize (13).
L'Étoile sportive du Sahel fait référence non pas au championnat mais à sa campagne victorieuse en Ligue des champions de la CAF 2007 et arbore une étoile.

### CONCACAF (Amérique Central et du Nord)

#### États-Unis

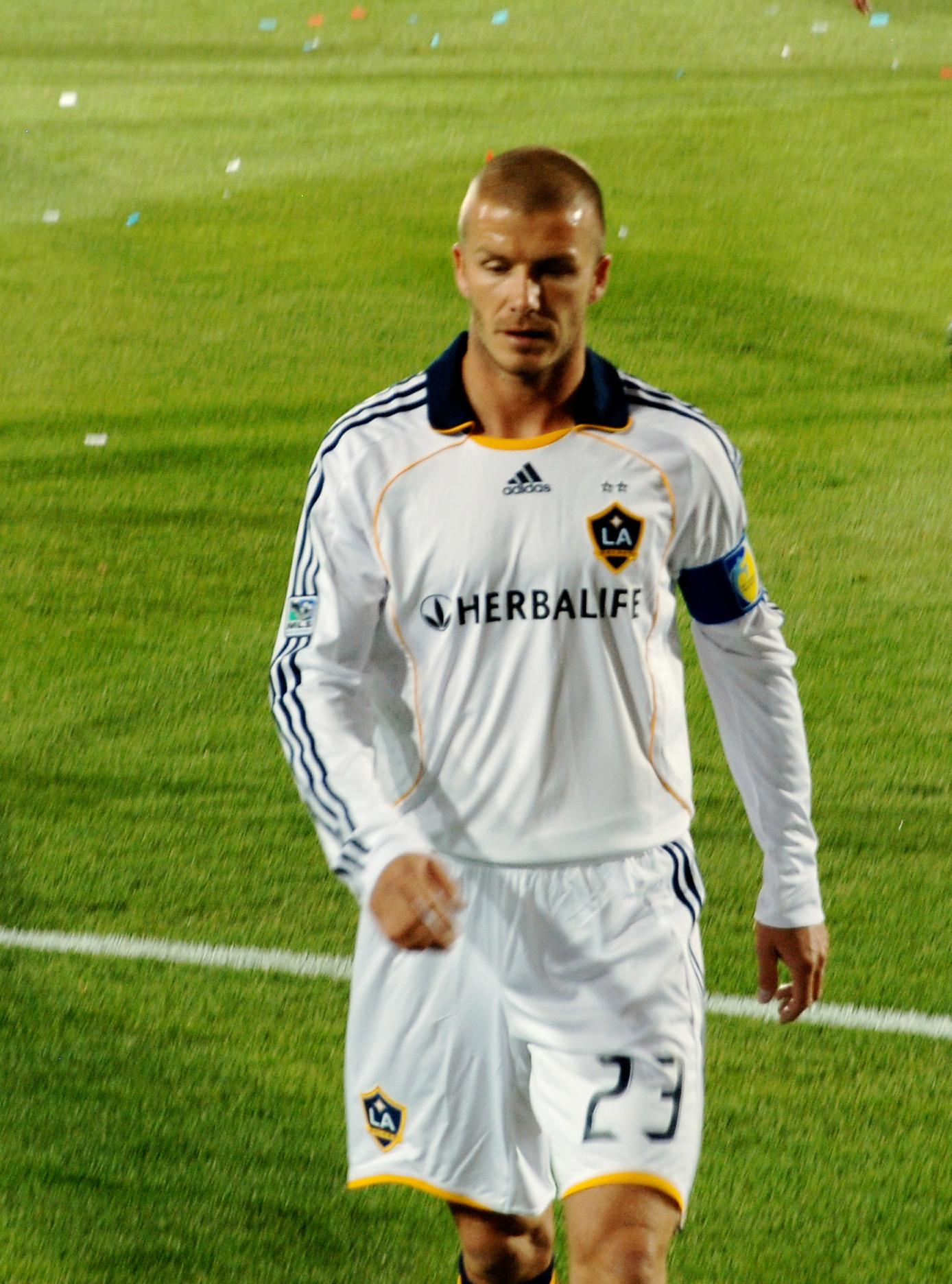
Beckham sous le maillot du Galaxy de L.A. (États-Unis)

Les clubs de soccer nord-américain ont pour convention depuis 2006 d'afficher une étoile par titre de champion.
D.C. United en arbore quatre. Le Dynamo de Houston, le Galaxy de Los Angeles et les Earthquakes de San José comptent deux étoiles ; le Fire de Chicago, le Crew de Columbus et le Sporting Kansas City une étoile. Le FC Tampa Bay reprend le titre des Rowdies de Tampa Bay gagné en 1975.
Le club éphémère des Cleveland City Stars (2006-2009) affichait une étoile pour son titre de D2 2008.

#### Mexique
Une étoile symbolise un titre de champion.
Club América arbore 12 étoiles, Chivas de Guadalajara 11 étoiles, Club Toluca 10 étoiles, Cruz Azul 8 étoiles, les Tigres de la Universidad Autónoma de Nuevo León 6 étoiles , CF Pachuca 5 étoiles, Club Necaxa et le CF Atlante comptent 3 étoiles, CF Monterrey et Santos Laguna 4 étoiles, CF Puebla 2 étoiles, Monarcas Morelia, Tecos UAG, CF Atlas et Club Tijuana 1 étoile.
Le CF Monterrey arbore en plus de ses 4 étoiles bleues de champion du Mexique, 3 étoiles jaunes qui symbolisent leurs trois Ligues des champions de la CONCACAF remportées. Le CF Pachuca, en plus de ses 5 étoiles de champion, 5 autres étoiles pour ses 4 Ligue des champions de la CONCACAF et une Copa Sudamericana. Le CF Puebla arbore quant à lui, en plus de ses 2 étoiles de champion, 4 étoiles qui représentent la coupe du Mexique.

### CONMEBOL (Amérique du Sud)

#### Argentine
Le CA Vélez Sársfield arbore une étoile dorée pour sa Coupe intercontinentale 1994. En juillet 2009, son équipementier Pénalty dessine un nouveau maillot incluant une douzième étoile à la suite du titre de Clausura 2009 (la CI avec l'étoile dorée, quatre titres continentaux et sept titres de champion représentés pour les étoiles gris-bleues).
Estudiantes de La Plata affichent dix étoiles après sa victoire en Copa Libertadores 2009 et symbolise six titres continentaux et quatre titres de champion. Le club remporte le championnat d'ouverture 2010 et orne son blason d'une onzième étoile.
Le club des Newell's Old Boys arborent six étoiles pour autant de titres de champion. Le titre 1990-1991 n'est pas reconnu officiellement mais figure en tant que tel dans ces six étoiles.
Le CA Banfield arbore une étoile pour son titre champion en Apuerta 2009.
Boca Juniors a pour principe, depuis 1970, d'ajouter une étoile par trophée remporté et d'en cumuler cinquante en 2009. Sur conseil de son équipementier Nike, le club a changé de système de représentation d'étoile pour son maillot, laissant le logo aux cinquante étoile comme image officielle du club. Le logo maillot n'arbore plus que trois étoiles dorées symbolisant les trois victoires en Coupe intercontinentale et une étoile unique notée du nombre 47 apparait dans la nuque,.
Rosario Central arbore cinq étoiles pour autant de titres : une grande étoile centrale pour sa Coupe CONMEBOL et quatre autres plus petites pour les titres de champion.
Argentinos Juniors arbore cinq étoiles pour trois titres de champion (1984, 1985, 2010), une Copa Libertadores (1985) et une Copa Interamericana (1986).
Le Quilmes AC arbore deux étoiles pour ses titres de champion 1912 et 1978.
Le Racing appose une étoile au-dessus de son logo en mémoire de sa victoire en Coupe intercontinentale 1967.

#### Brésil

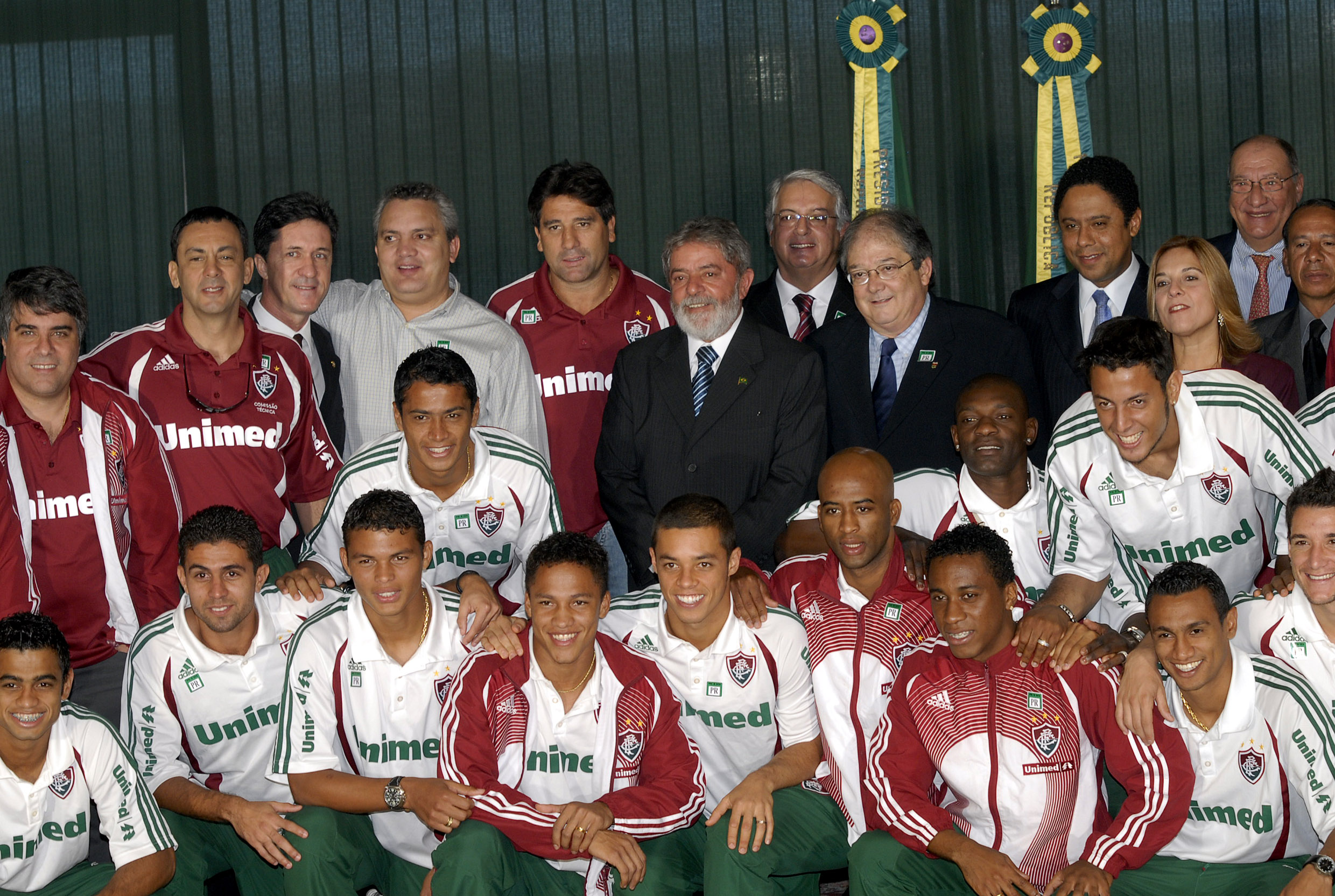
Fluminense FC (Brésil)

De nombreux clubs brésiliens arborent des étoiles sur leur maillot : titres régionaux, nationaux ou internationaux sont ainsi symbolisés et cinquante-quatre clubs sont référencés. Aucune règle, même informelle, n'existe au Brésil.
| Équipe               | Titre(s) représenté(s)                                                                   | Nombre d'étoiles | Couleur | Notes                                                                                  |
| -------------------- | ---------------------------------------------------------------------------------------- | ---------------- | ------- | -------------------------------------------------------------------------------------- |
| ABC FC               | Championnat du Rio Grande do Norte                                                       | 4                |         | Quadruplé réalisé en 1954 (professionnel, amateur, junior, enfants)                    |
| América FC (MG)      | Série B                                                                                  | 1                | Or      |                                                                                        |
| América FC (MG)      | Championnat du Minas Gerais                                                              | 1                | Rouge   | Dix titres consécutifs de 1916 à 1925                                                  |
| América FC (RN)      | Coupe du Norte                                                                           | 1                | Argent  |                                                                                        |
| América FC (RN)      | Championnat du Rio Grande do Norte                                                       | 4                | Jaune   | Titres consécutifs (1979 à 1982)                                                       |
| Americano FC         | Championnat de la ville de Campos                                                        | 9                |         | Titres consécutifs (1967 à 1975)                                                       |
| Anápolis FC          | Championnat du Goiás                                                                     | 1                |         |                                                                                        |
| Atlético Goianiense  | Série C                                                                                  | 1                |         |                                                                                        |
| Atlético Mineiro     | Série A                                                                                  | 1                |         |                                                                                        |
| Atlético Paranaense  | Série A                                                                                  | 1                | Or      |                                                                                        |
| Atlético Paranaense  | Série B                                                                                  | 1                | Argent  |                                                                                        |
| Avaí FC              | Série C                                                                                  | 1                | Jaune   |                                                                                        |
| EC Bahia             | Taça Brasil, Série A                                                                     | 2                |         | Le Taça est l'ancêtre de la Série A                                                    |
| GR Barueri           | Championnat de São Paulo do Interior                                                     | 1                | Jaune   |                                                                                        |
| GR Barueri           | Championnat de São Paulo Série A2                                                        | 1                | Jaune   |                                                                                        |
| GR Barueri           | Championnat de São Paulo Série A3                                                        | 1                | Jaune   |                                                                                        |
| CA Bragantino        | Championnat de São Paulo                                                                 | 1                |         |                                                                                        |
| Brasiliense FC       | Série B                                                                                  | 1                | Or      |                                                                                        |
| Brasiliense FC       | Série C                                                                                  | 1                | Argent  |                                                                                        |
| Brusque FC           | Championnat de Santa Catarina                                                            | 1                | Rouge   |                                                                                        |
| Caxias FC            | Championnat de Santa Catarina                                                            | 3                | Noir    |                                                                                        |
| Ceará SC             | Championnat du Ceará                                                                     | 5                | Blanc   | Titres consécutifs (1915 à 1919)                                                       |
| Colo Colo FR         | Championnat de la ville de Ilhéus                                                        | 4                |         | Titres consécutifs (1960 à 1963)                                                       |
| SC Corinthians       | Championnat du monde des clubs                                                           | 2                |         |                                                                                        |
| SC Corinthians       | Série A                                                                                  | 5                |         |                                                                                        |
| Coritiba FC          | Série A                                                                                  | 1                |         |                                                                                        |
| CRAC                 | Championnat du Goiás                                                                     | 2                |         |                                                                                        |
| Criciúma EC          | Coupe du Brésil                                                                          | 1                | Jaune   |                                                                                        |
| Criciúma EC          | Série B                                                                                  | 1                | Jaune   |                                                                                        |
| Criciúma EC          | Série C                                                                                  | 1                | Jaune   |                                                                                        |
| CR Flamengo          | Coupe intercontinentale                                                                  | 1                | Or      |                                                                                        |
| Fluminense FC        | Championnat de Rio                                                                       | 3                |         | Titres consécutifs (1917-1919; 1936-1938; 1983-1985)                                   |
| Fortaleza EC         | Championnat de la ville de Natal                                                         | 1                | Jaune   |                                                                                        |
| Fortaleza EC         | Coupe Norte-Nordeste                                                                     | 1                | Jaune   |                                                                                        |
| Fortaleza EC         | Championnat du Ceará                                                                     | 3                | Bleu    | Symbolisent 30 titres de champions OU Titres consécutifs (1926-1928 et 2003-2005)      |
| CA Fraiburgo         | Championnat de Santa Catarina Série A2                                                   | 1                | Rouge   |                                                                                        |
| Galícia EC           | Championnat de Bahia                                                                     | 3                |         | Titres consécutifs (1941-1943)                                                         |
| SE Gama              | Série B                                                                                  | 1                | Jaune   |                                                                                        |
| Goiânia EC           | Championnat du Goiás                                                                     | 5                |         | Titres consécutifs (1950-1954)                                                         |
| Goiás EC             | Championnat du Goiás                                                                     | 5                | Vert    | Titres consécutifs (1996-2000)                                                         |
| Goiás EC             | Série B                                                                                  | 1                | Or      |                                                                                        |
| Goiatuba EC          | Championnat du Goiás                                                                     | 1                |         |                                                                                        |
| Grêmio FBPA          | Trophée mondial                                                                          | 1                | Or      | Coupe intercontinentale                                                                |
| Grêmio FBPA          | Trophée continental                                                                      | 1                | Argent  | Copa Libertadores, Recopa                                                              |
| Grêmio FBPA          | Trophée national                                                                         | 1                | Bronze  | Série A, Série B, Coupe du Brésil                                                      |
| Guarani FC           | Série A                                                                                  | 1                | Or      |                                                                                        |
| SC Internacional     | Coupe du monde des clubs                                                                 | 1                | Argent  |                                                                                        |
| SC Internacional     | Copa Libertadores, Série A, Coupe du Brésil                                              | 5                |         | Plus petites que l'étoile argentée                                                     |
| Ipatinga FC          | Championnat du Minas Gerais                                                              | 1                | Jaune   |                                                                                        |
| Joinville EC         | Championnat de Santa Catarina                                                            | 12               |         |                                                                                        |
| EC Juventude         | Coupe du Brésil                                                                          | 1                | Or      |                                                                                        |
| EC Juventude         | Série B                                                                                  | 1                | Argent  |                                                                                        |
| EC Londrina          | Série B                                                                                  | 1                | Argent  |                                                                                        |
| Náutico              | Championnat du Pernambouc                                                                | 6                |         | Titres consécutifs (1963-1968)                                                         |
| Paraná Clube         | Série B                                                                                  | 2                |         |                                                                                        |
| Paulista FC          | Coupe du Brésil                                                                          | 1                |         |                                                                                        |
| Paysandu SC          | Série B                                                                                  | 2                |         |                                                                                        |
| Rio Branco FC        | Coupe du Norte                                                                           | 1                |         |                                                                                        |
| Santa Cruz FC        | Supercoupe du Pernambouc                                                                 | 1                | Noir    | Titre 1957                                                                             |
| Santa Cruz FC        | Supercoupe du Pernambouc                                                                 | 1                | Blanc   | Titre 1976                                                                             |
| Santa Cruz FC        | Supercoupe du Pernambouc                                                                 | 1                | Rouge   | Titre 1983                                                                             |
| Santa Cruz FC        | Championnat du Pernambouc                                                                | 5                | Jaune   | Titres consécutifs (1969-1973)                                                         |
| EC Santo André       | Coupe du Brésil                                                                          | 1                | Jaune   |                                                                                        |
| Santos FC            | Coupe intercontinentale                                                                  | 2                |         |                                                                                        |
| AD São Caetano       | Championnat de São Paulo                                                                 | 1                |         |                                                                                        |
| São Paulo FC         | Coupe intercontinentale, Coupe du monde des clubs                                        | 3                | Rouge   |                                                                                        |
| São Paulo FC         | Triple saut                                                                              | 2                | Jaune   | Adhemar da Silva, natif de Sao Paulo et double médaillé d'or olympique en 1952 et 1956 |
| São Raimundo EC (AM) | Coupe du Norte                                                                           | 3                | Rouge   | Titres consécutifs (1999-2001)                                                         |
| São Raimundo EC (AM) | Championnat de l'Amazonas                                                                | 4                | Jaune   |                                                                                        |
| São Raimundo EC (RR) | Championnat du Roraima                                                                   | 2                |         | Titres consécutifs (2004-2005)                                                         |
| São Raimundo EC (PA) | Série D                                                                                  | 1                |         |                                                                                        |
| SC Recife            | Série A                                                                                  | 1                | Or      |                                                                                        |
| SC Recife            | Série B                                                                                  | 1                | Argent  |                                                                                        |
| União Barbarense     | Série C                                                                                  | 1                | Jaune   |                                                                                        |
| União Barbarense     | Championnat de São Paulo Série A2                                                        | 1                | Jaune   |                                                                                        |
| União Barbarense     | Championnat de São Paulo Série A3                                                        | 1                | Jaune   |                                                                                        |
| CR Vasco da Gama     | Copa Libertadores, Copa Mercosur, Championnat sud-américain des clubs champions, Série A | 8                |         |                                                                                        |
| Vila Nova FC         | Série C                                                                                  | 1                | Jaune   |                                                                                        |
| Vila Nova FC         | Championnat du Goiás                                                                     | 4                | Rouge   | Titres consécutifs (1977-1980)                                                         |

### AFC (Asie)

#### Australie
Le South Melbourne FC arbore quatre étoiles pour quatre titres de champion.

#### Corée du Sud
Les clubs sud-coréen ont pour convention d'afficher une étoile par titre de champion.
Seongnam Ilhwa Chunma en arbore sept. Les Busan I'Park, Pohang Steelers et Suwon Bluewings FC quatre étoiles. Les Ulsan Hyundai FC deux étoiles.

#### Japon
Le Gamba Osaka arbore neuf étoiles, une pour chaque titre remportés : deux pour la J. League, trois pour la Coupe de l'Empereur, deux pour la Nabisco Cup, une pour la Supercoupe du Japon, et la plus grosse pour la victoire en finale de la Ligue des champions de l'AFC 2008.
Le Yokohama F. Marinos arbore cinq étoiles pour ses cinq titres de champion de la J. League.
Le Sanfrecce Hiroshima et les Kashiwa Reysol arborent quatre étoiles.
Les Urawa Red Diamonds, le Nagoya Grampus Eight et le Júbilo Iwata trois, le Tokyo Verdy deux et les Kashima Antlers possèdent une étoile pour 10 titres, et cinq petites pour cinq autres titres.

## Aucune signification sportive
- Le Renacimiento FC (Guinée équatoriale) arbore six étoiles en référence au drapeau et blason des armoiries de sa nation[réf. nécessaire].
- L'Atletico Madrid (Espagne) arbore sept étoiles en référence au drapeau et blason de la ville de Madrid[réf. nécessaire].
- Le CA Peñarol (Uruguay) arbore douze étoiles qui représentent les onze joueurs de l'équipe et le douzième homme[36]
- SE Palmeiras (Brésil) arborent huit étoiles et deux origines sont avancées. La première fait référence aux titres de Champion de São Paulo, acquis entre 1920 et 1940 avec le nom originel du club (Societá Sportiva Palestra Italia, qui est changé pendant la Seconde Guerre mondiale en Sociedade Esportiva Palmeiras du fait que l'Italie était un ennemi des Alliés dont le Brésil faisait partie). La seconde origine fait référence au mois d'août, le huitième mois de l'année et mois de création du club (26 août 1914)[2].
- Cruzeiro EC (Brésil) arbore cinq étoiles en référence à la constellation de la Croix du Sud, symbole du club[réf. nécessaire].

- Le Honduras arbore cinq étoiles en référence aux cinq étoiles du drapeau de son pays[réf. nécessaire].